# Zeven Heerlijkheden (Kempen)
De Zeven Heerlijkheden is een transprovinciale streek in de Kempen die verspreid is over de Nederlandse provincie Noord-Brabant en de Belgische provincies Antwerpen en Limburg. Het gebied omvat grofweg de gemeenten Balen, Bergeijk, Dessel, Lommel en Mol. De streek kenmerkt zich door het middelpunt dat ongeveer anderhalve eeuw een drielandenpunt betrof en waar de zeven plaatsen Balen, Bergeijk, Dessel, Lommel, Luyksgestel, Mol en Postel bijeenkwamen.

## Etymologie

### Paal Schoongars
De naam van de streek refereert in eerste instantie naar de grenspaal Schoongars en de zeven plaatsen (heerlijkheden) Balen, Bergeijk, Dessel, Lommel, Luyksgestel, Mol en Postel. Al deze plaatsen kwamen op dit punt in zekere zin bijeen en geeft hen om die reden het recht om zich de titel Een der Zeven Heerlijkheden te mogen toekennen.

### Overeenkomsten met Acht Zaligheden
De naam Zeven Heerlijkheden wordt regelmatig in verband gebracht met de aangrenzende Acht Zaligheden. Er zijn in het verleden meerdere verbanden gelegd met beide streken. Zo kan gesteld worden dat de naamgeving rond dezelfde periode, vermoedelijk ten tijde van de Belgische Opstand, zijn ontstaan. Daarnaast zijn er ook deskundigen die menen dat er in de naamgeving eveneens een religieuze toespeling te bespeuren valt. Het begrip Heerlijkheid wordt binnen het christendom in meerdere vormen toegepast. De naam zou een verwijzing kunnen zijn naar de Heerlijkheid des Heren samen met de Zeven verbondsnamen van God. Ook het Nederlandse leger, de vermoedelijke naamgevers van de Acht Zaligheden,  bivakkeerde in de streek gedurende de Tiendaagse Veldtocht (1830-1831) en wel op de Zeven Heerlijkhedenheide. De naam Zeven Heerlijkheden duikt voor het eerst op in het dagboek van Petrus Panken nadat hij de grenssteen heeft bezocht op 22 augustus 1844, vijf jaar na de erkenning van het Koninkrijk België. In een manuscript daterend uit de eerste jaren van de 20e eeuw gaf de heemkundige met de tekst; Eerst in de laatste eeuwen, te kennen dat de grenssteen, en dus daarbij indirect de streek, de naam Heerlijkheden of Zeven Heerlijkheden in die periode vermoedelijk deze naam verkregen heeft.

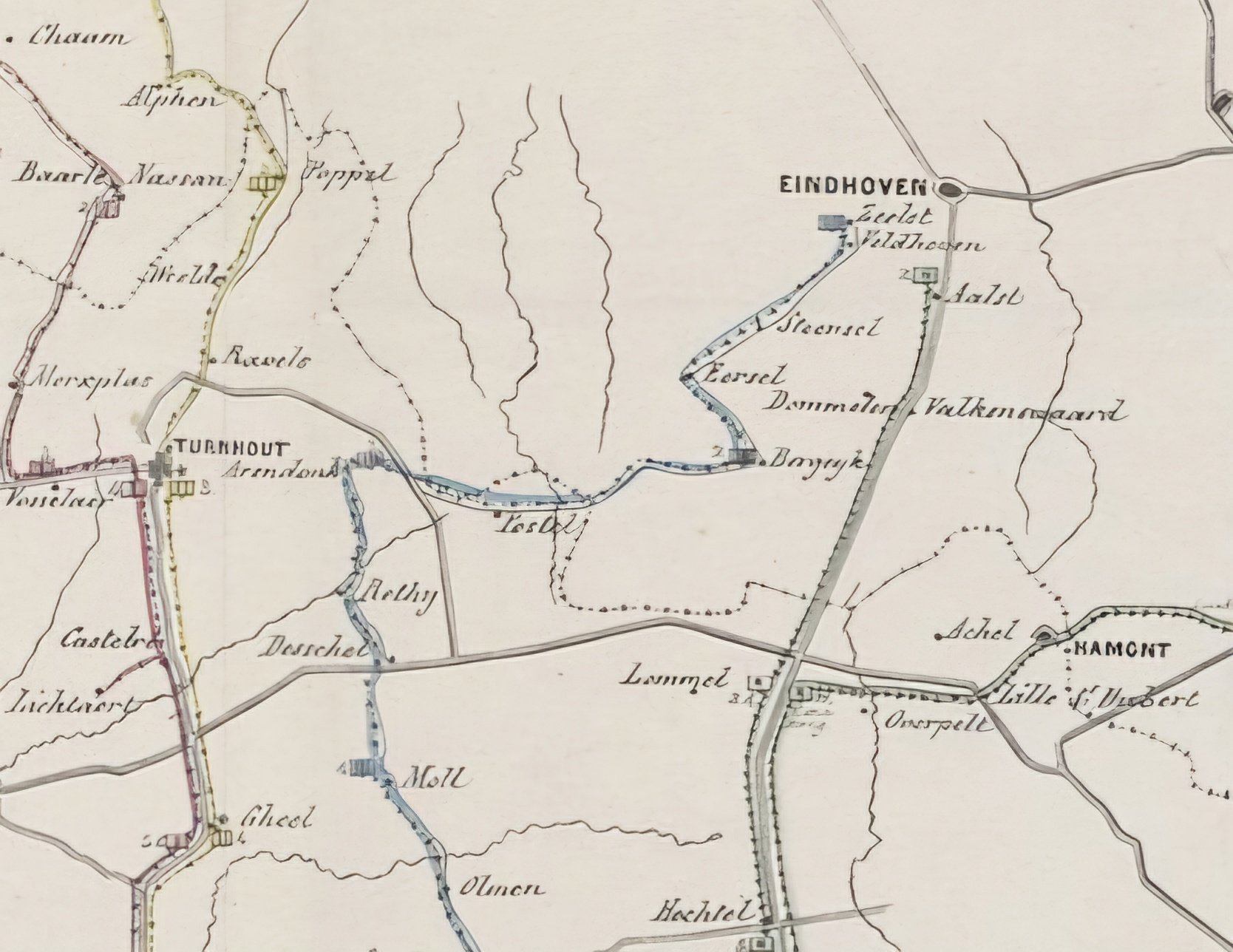
Bewegingen van het Nederlandse leger ter hoogte van de Belgische grens met Nederland gedurende de Tiendaagse Veldtocht. De blauwe lijn geeft de beweging van de 3e Divisie aan onder leiding van Adriaan Frans Meijer, welke via de Acht Zaligheden o.a. Bergeijk, Postel, Dessel en Mol aandeden. De grijze lijn geeft de beweging van de Reserve Divisie aan onder leiding van Gijsbertus Martinus Cort Heyligers, welke via Eindhoven o.a. Bergeijk en Lommel aandeden.

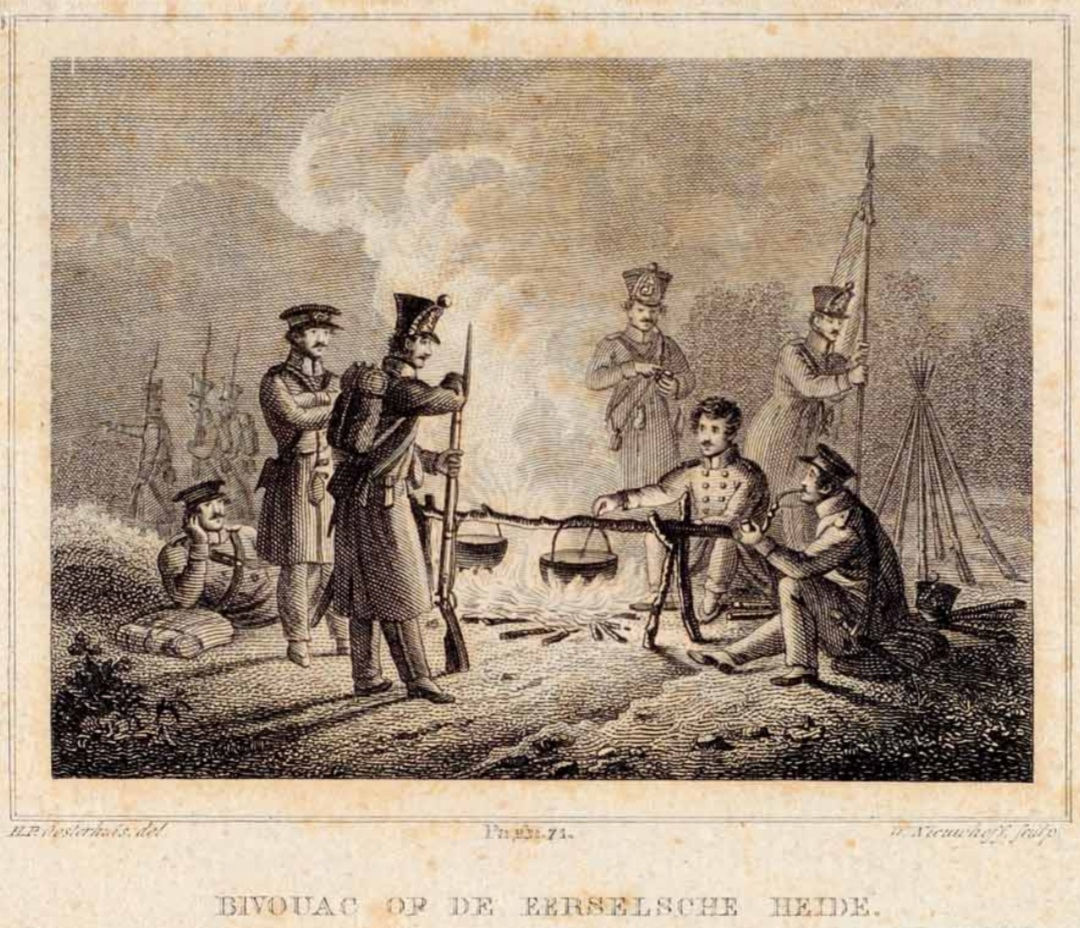
De Vrijwillige Jagers der Leijdsche Hoogeschool (3e Divisie), gedurende de opmars van de Tiendaagse Veldtocht, bivakkerend op de Eerselse Heide, bij de Bergeijkse buurtschap Witrijt en verplaatsend richting Postel (2 augustus 1831).

Vergelijkbare vernoemingen komen rondom de grens met België en Nederland in de Kempen meerdere malen voor, zo ook de Antwerpse streek de Drie Goddelijke Deugden. Vanaf de 19e eeuw is het in de Nederlanden gebruikelijk om religieuze benamingen, veelal bestaande uit catechismussen, toe te bedelen aan armoedige dorpen of woningen die aan elkaar grensde of bij elkaar in de buurt lagen. Dit fenomeen vond voornamelijk ten zuiden van de grote rivieren plaats en wordt daarom beschouwd als een katholiek gebruik. Verder komen namen voor als de Twaalf Apostelen, de Tien Geboden, de Tien Deugden, de Zeven werken van barmhartigheid, de Vijf Geboden, de Vier Uitersten en de Drie Koningen.

### Legende van deZeven Heeren
Naast de naam Zeven Heerlijkheden bestaat er nog een variant genaamd de Zeven Heeren die wellicht ouder is dan de huidige naamgeving. De naam duikt voor het eerst op op een kaart van 1898 als Heide de Zeven Heeren op de locatie van de huidige Zeven Heerlijkhedenheide. Daarnaast wist de provisor en pater W. Teller van de  Abdij van Postel in zijn publicatie uit 1968 een legende over te leveren die betrekking heeft op zeven burgervaders of zeven grootgrondbezitters van deze streek. Er zouden rondom de locatie van de grenssteen zeven bomen gepland zijn waarbij deze heren onder feestelijke omstandigheden bijeenkwamen. Daarnaast wordt beweerd dat er op de grenssteen gekaart zou zijn door deze heren. Historici als Jan Goris en Hein Mandos waren stellig van mening dat de huidige naamgeving hiervan afgeleid is, waarbij mogelijk elementen zoals we die kennen van de Acht Zaligheden hieraan toegevoegd zijn. Zo zouden de Zeven verbondsnamen van God een directe verwijzing kunnen zijn naar deze voormalige grondbezitters.

## Drielandenpunt

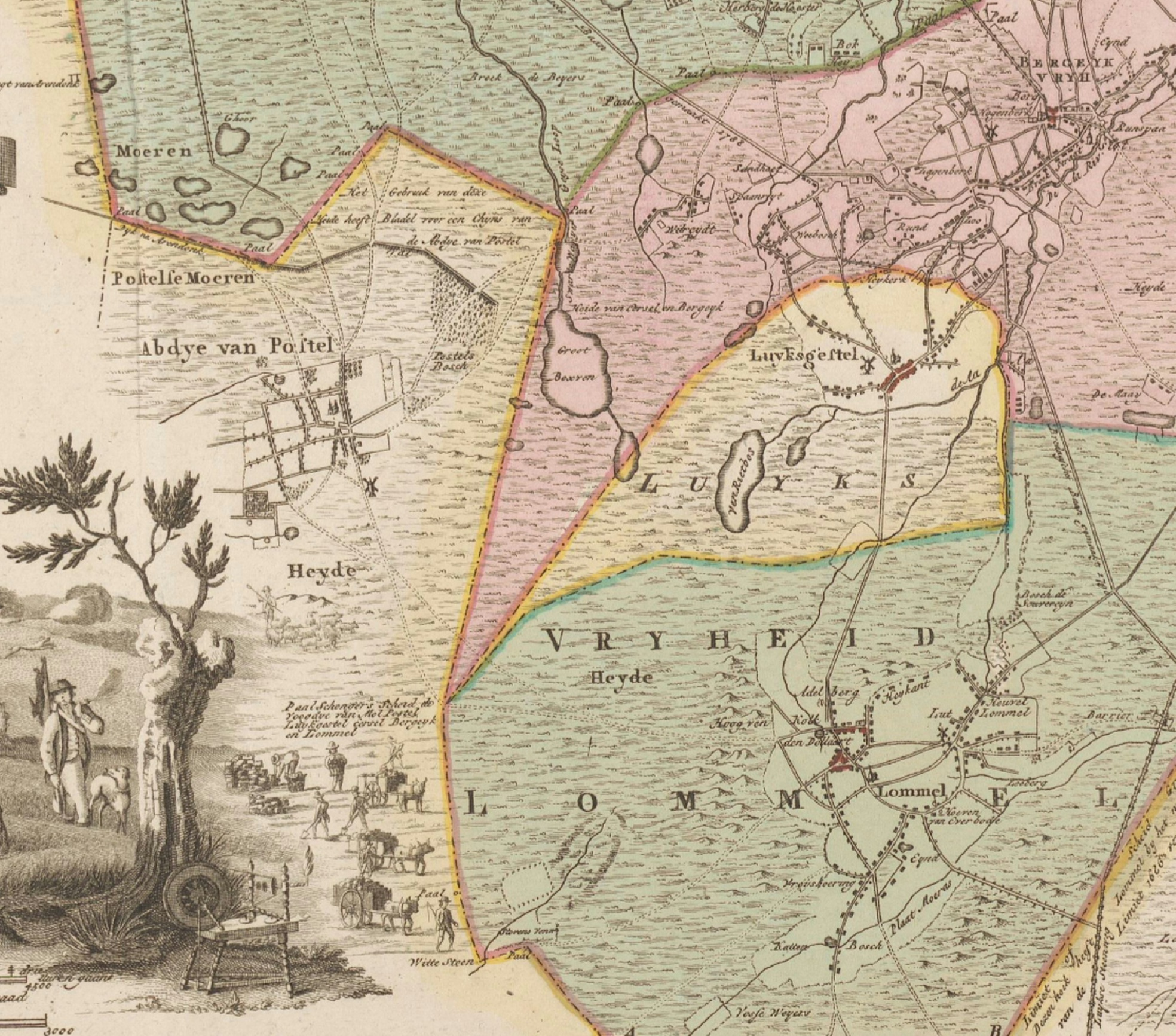
Het drielandenpunt op een kaart van de Meierij van 's-Hertogenbosch uit 1794 en ingetekend als Paal Schongers met de plaatsen; Postel, Bergeijk, Luyksgestel, Lommel en een gedeelte van de voogdij van Mol.

De streek vormde van 1648 tot circa 1795 een drielandenpunt op de locatie van de Steen der Zeven Heerlijkheden, een grenspaal waar alle zeven heerlijkheden bijeenkwamen. Het overgrote gedeelte bestond uit de Spaanse Nederlanden met de voogdij Mol, Balen en Dessel. Bergeijk en Lommel vertegenwoordigden de Republiek der Verenigde Nederlanden en de toenmalige enclave Luyksgestel maakte deel uit van het Prinsbisdom Luik. Postel sloot in 1787 definitief aan bij de Oostenrijkse Nederlanden, nadat het vanaf 1648 als betwist gebied werd beschouwd tussen de Republiek en de Spaanse Nederlanden. Het drielandenpunt was tot de Franse tijd van kracht. Doordat er een uitruil plaatsvond tussen gebieden van Nederland en België in 1843, kwam deze grenssteen geheel in België te liggen en hierdoor werden de voormalige heerlijkheden deels van elkaar gescheiden, maar is altijd een aaneengesloten gebied gebleven.

## Onenigheid samenstelling
Wat de oorspronkelijke samenstelling van de Zeven Heerlijkheden geweest moet zijn is moeilijk vast te stellen mede doordat er verschillende pachtovereenkomsten, grensgeschillen, oorlogsconflicten en uitruil van grond heeft plaatsgevonden gedurende de eeuwen, maar is hoofdzakelijk te danken aan het feit dat er geen exact jaartal bekend is van wanneer deze samenstelling tot stand is gekomen en hoe de oorspronkelijke gebiedsindeling en de daarbij horende rechten eruitgezien heeft. De zeven plaatsen hebben allen met elkaar gemeen dat ze zouden grenzen aan Paal Schoongars, wat tevens als voorwaarde gold om de titel Heerlijkheid toe te mogen eigenen. Over de plaatsen Bergeijk, Dessel, Lommel, Luyksgestel en Mol bestaat over het algemeen eensgezindheid. Uit het verleden blijkt dat de plaatsen Balen en Postel enkele keren ter discussie zijn gesteld en worden bij het opsommen van het gezelschap een aantal keer vervangen voor de Nederlandse plaatsen Eersel en Reusel, plaatsen die gewoonlijk onderdeel uitmaken van de Acht Zaligheden. Bij het opsommen in verschillende publicaties en artikelen werd geregeld een andere samenstelling genoemd. Ook binnen de lokale bevolking bestaat er eeuwenlang geen unanimiteit als het gaat om een vaste samenstelling.

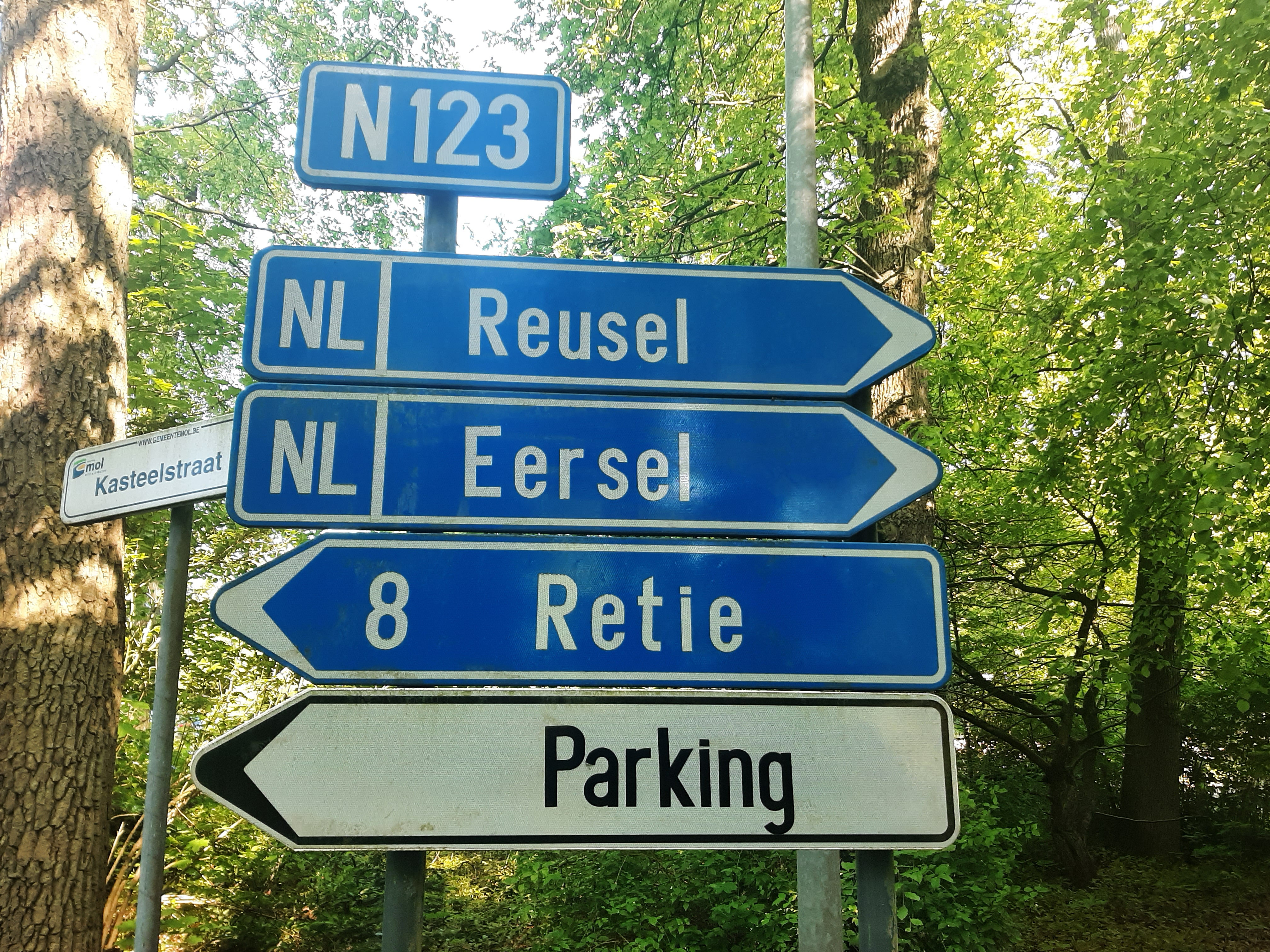
Wegwijzer in het kloostergebied van Postel.

### Heide van Eersel en Bergeijk
Eersel wordt in verschillende bronnen in verband gebracht met zowel de centraal gelegen grenspaal Schoongars als prominent lid van de Zeven Heerlijkheden. De naam van Eersel wordt al in 
aktes daterend uit de 14e eeuw genoemd samen met de grenspaal waaruit blijkt dat Eersel verschillende rechten en bezitting had op de Bergeijkse Heide. Sinds deze tijd liepen er geschillen over de grond van het heidegebied en de grenspalen tussen Eersel en Bergeijk. In 1450 werd Eersel als verweerder na een rechtelijk proces deze grond toegezegd tot aan Schoengairs, toen nog een eenvoudige eikenboom. Opvallend is dat volgens deze uitspraak de grens globaal liep van Walik richting het zuidwesten via paal Geefkensvoort, Postelse grond waar Bladel aan Reusel grenst, om vervolgens in een lijn doorgetrokken te worden tot Schoongars. De onenigheden omtrent deze grenzen bleven eeuwenlang aanhouden en duurde voort tot diep in de 19e eeuw. Een opmerkelijke kwestie dateert van 1822 om een stuk heide tussen het Boxven en de Kei der Zeven Heerlijkheden. Bij het vaststellen van de kadastrale gemeentegrenzen werd de lange spiesvormige uitloper van Eersel tot de paal Schoongars aan Bergeijk toegevoegd. Waar dat nodig was heeft men de gemeentegrenzen opnieuw gemarkeerd meestal met aardhopen, soms een extra grenspaal. Elders volstonden oude grenspalen of beken als 
afbakening in het veld.
Op een kaart van de Meierij van 's-Hertogenbosch uit 1794 van Hendrik Verhees wordt eveneens de grenspaal aangehaald, waarbij de cartograaf vermeldde: Paal Schongers Scheid de voogdye Mol Postel Luyksgestel eersel Bergeyk en Lommel. Opvallend is dat hij de heide beschrijft als de Heide van Eersel en Bergeyk, maar het gebied volledig toebedeeld als grondgebied van Bergeijk. De naam Zeven Heerlijkheden is nog niet van kracht en Verhees noemt onbewust acht in plaats van zeven grenzende plaatsen op, aangezien Balen en Dessel onder de voogdij van Mol vielen.
Daarnaast was Petrus Panken, prominent kenner van de streek, ook iemand die telkens Eersel aan het rijtje toevoegde. De grensgeschillen tussen Eersel en Bergeijk, met als gevolg dat het aan Paal Schoongars grenstte, zijn zijn belangrijkste argumenten en licht dit in zijn publicatie uitgebreid toe. Panken vervangt telkens Eersel bewust voor Balen en geeft aan zich bewust te zijn van het feit dat Balen onderdeel uitmaakte van de voogdij van Mol. Er bestaan ook samenstellingen waarin niet Balen maar Postel vervangen wordt door Eersel. Deze samenstelling wordt mede erkend in een publicatie van Pro Civitate uit 1972, maar ook door de Vlaamse overheidsinstantie het agentschap Ontroerend Erfgoed, met de kanttekening dat dit intern verzelfstandigd agentschap zich niet vasthoudt aan een enkele samenstelling.

### Binding Reusel en de Abdij van Postel
In sommige gevallen wordt Reusel genoemd als een van het zevental. De eerste keer dat Reusel vermeld werd als onderdeel van de Zeven Heerlijkheden was in een krantenartikel uit 1866 van Het Handelsblad. Wat opvalt aan het bericht is dat Postel wel genoemd wordt in het artikel, maar vervangen werd voor Reusel. Postel en Reusel zijn eeuwen met elkaar verbonden geweest en ook in bestuurlijke vormen waaronder als grondheerlijkheid. Postel behoorde vanaf de 12e eeuw tot het kerkdorp Reusel, waardoor gesteld kan worden dat de Nederlandse plaats in het verleden gegrensd heeft aan Paal Schoongars. De laatste keer dat Reusel in een publicatie genoemd werd als Heerlijkheid was door Catherine Thijs in 1941.

Wie denkt er aan, dat men in het midden eener eentoonige heide zeldzaamheden ontmoeten kan? Zoo vindt men te Desschel, langs den kant van Postel een punt, op een enkelen vierkanten meter, waar zich twee koningrijken, drie provinciën en zeven gemeenten verëenigen. Deze plaats is algemeen gekend onder de naam der zeven heerlijkheden. De landen zijn Holland en België; de provinciën zijn Antwerpen Limburg en Noordbrabant en de gemeenten zijn Moll, Balen, Desschel, Lommel, Luiksgestel, Bergeik en Reusel. Al de punten zijn gemeente-eigendommen, dus wilde men daar een klein eigendom koopen, zou men de tusschenkomst van twee gouvernementen, drie provinciale en zeven gemeentebesturen noodig hebben.
— 't Handelsblad van Antwerpen 1866

## Mythische grenskeien
Grenskeien zijn kenmerkend voor de streek en nemen een prominente plek in. Dit is niet enkel te danken aan het feit dat de essentiële grenzen hierop gebaseerd zijn of dat ze gebruikt werden ter navigatie en oriëntatie op de uitgestrekte heidevelden door teuten, voermannen en overige (handels)reizigers. Deze keien zijn daarnaast van historische en culturele waarde en beschikken volgens het eeuwenoude volksgeloof over een mythische status, waaraan verschillende volksverhalen, gebruiken en rituelen gekoppeld zijn. Een bekend voorbeeld hiervan is de Gloeiige. Dit spookachtige verschijnsel kwam volgens verschillende sagen veelvuldig voor in plaatsen van de Zeven Heerlijkheden naar aanleiding van de vele grensgeschillen.
De heides in dit gebied zijn rijk aan keien, veelal blauwkleurige leistenen, van groot formaat die door de oude loop van de Maas zouden zijn aangevoerd in de loop der ijstijden, toen rotsblokken uit het zuiden werden meegesleurd door de stroom van gletsjers en smeltwater. Over de Blauwe kei en de Steen der Zeven Heerlijkheden gingen verhalen rond dat er bloed uit het gesteente kwam zodra je er met een naald, speld of riek in stak.

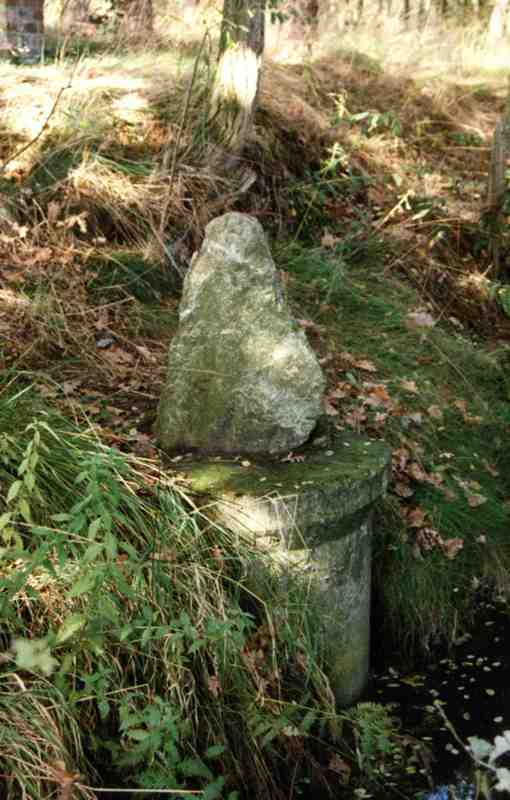
Grenssteen Witte Kei of Bankei op de grens met Mol, Lommel en Balen.

De Blauwe Kei, die fungeerde als grenskei tussen Postel en Mol ter hoogte van de dubbele Baileybrug, wordt als de meeste mysterieuze gezien. Onder deze leisteen zou een Russische keizer begraven liggen nadat de Kozakken in 1813 door de streek trokken. Vervolgens werd de kei door Philippe Vandermaelen in de eerste helft van de 19e eeuw als een en dezelfde steen beschouwd als de nabij gelegen grenssteen Zeven Heerlijkheden. Deze vergissing is voortgekomen door een foutieve benoeming van de cartograaf op een van zijn kaarten. De benaming Blauwe Kei werd vervolgens klakkeloos overgenomen door verschillende geschiedschrijvers tot diep in de 20e eeuw. Dit leidde in 1981, nadat de Steen der Zeven Heerlijkheden opnieuw was opgegraven en opgeknapt, dat de steen gestolen werd door de bewoners van het Lommelse gehucht Blauwe Kei, een gehucht vernoemd naar de grenskei. De daadwerkelijk Blauwe Kei raakte eerder al vermist onder het Molse zand nadat in de jaren 20 van de 20e eeuw het kanaal verbreed en uitgebaggerd werd, waarna deze na meerdere zoekpogingen nooit meer terug gevonden is. Deze Blauwe Kei dankte haar naam aan de kleur van het gesteente en werd omschreven als een menhir met afmetingen die uiteenlopen tussen de vijf en twee meter.

## Galerij

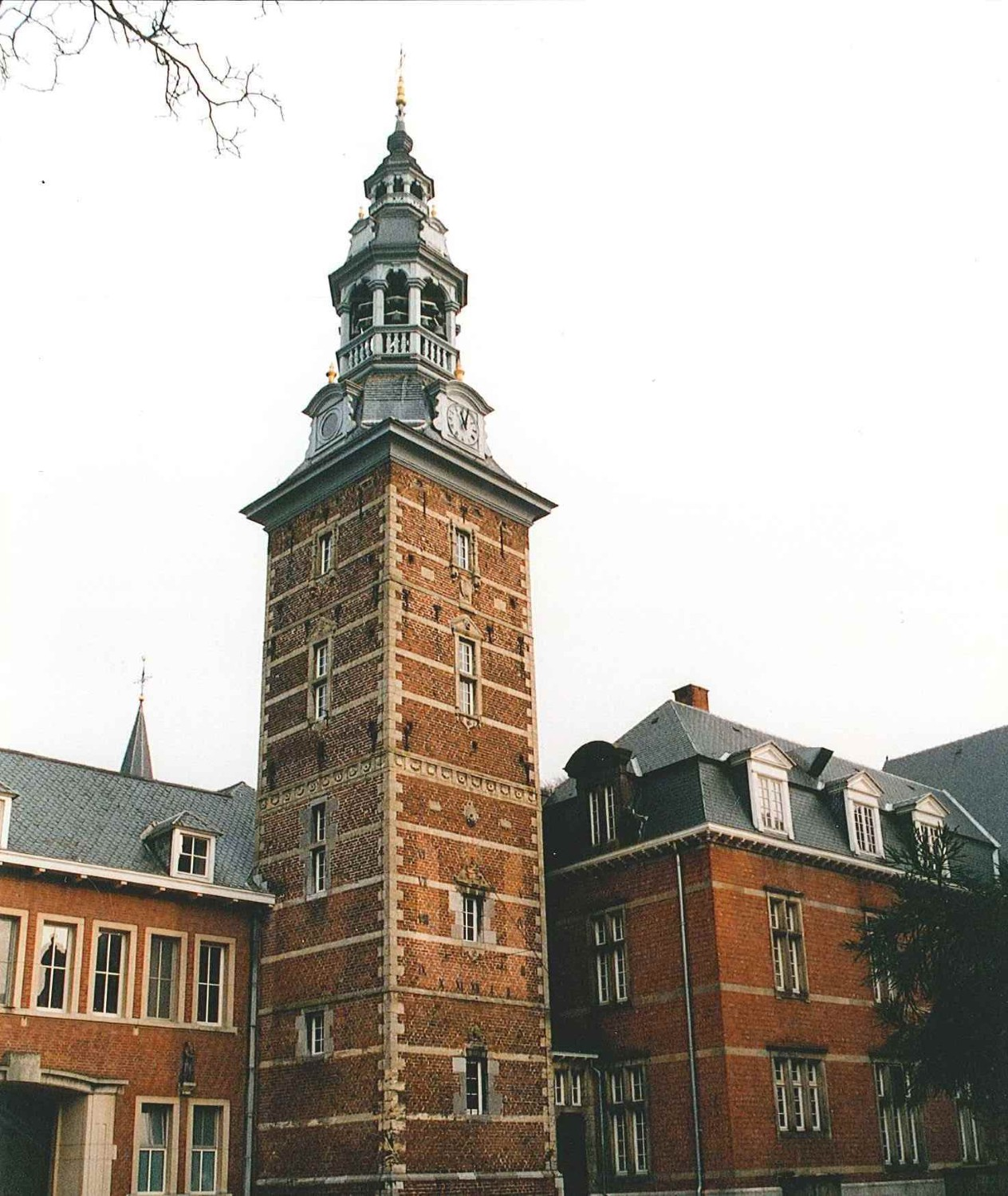
De Beiaardtoren van de (norbertijnen) Abdij van Postel.
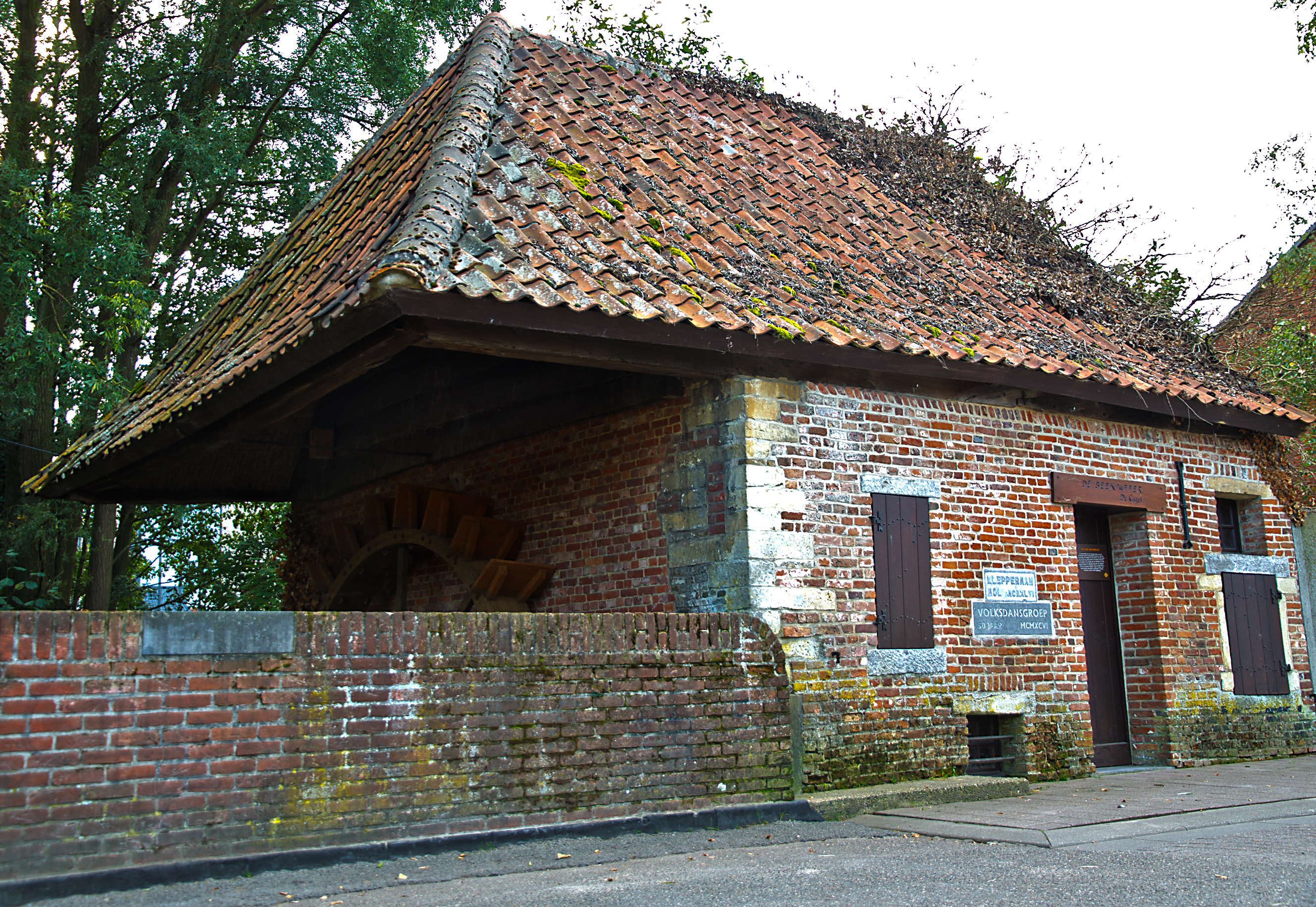
De watermolen aan de Molenhoekstraat te Mol.
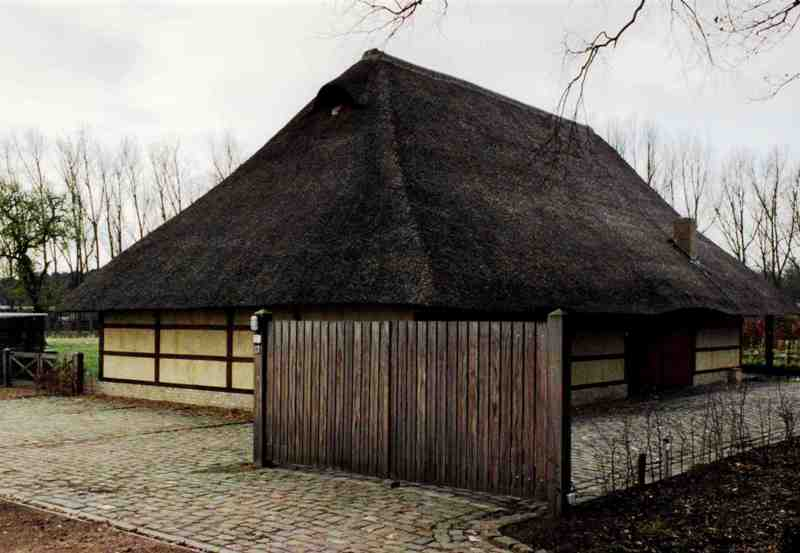
Boeretang te Dessel.
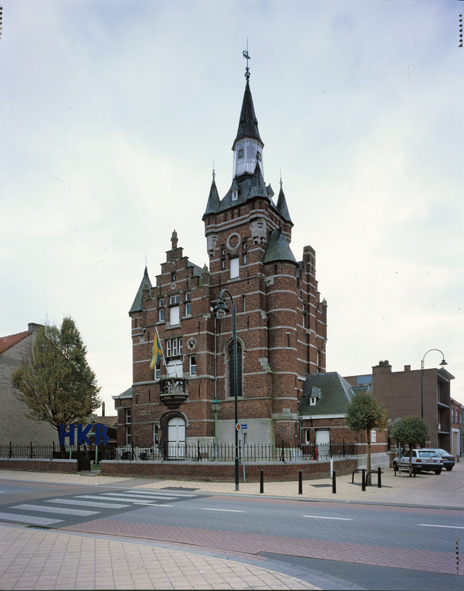
Gemeentehuis Balen.
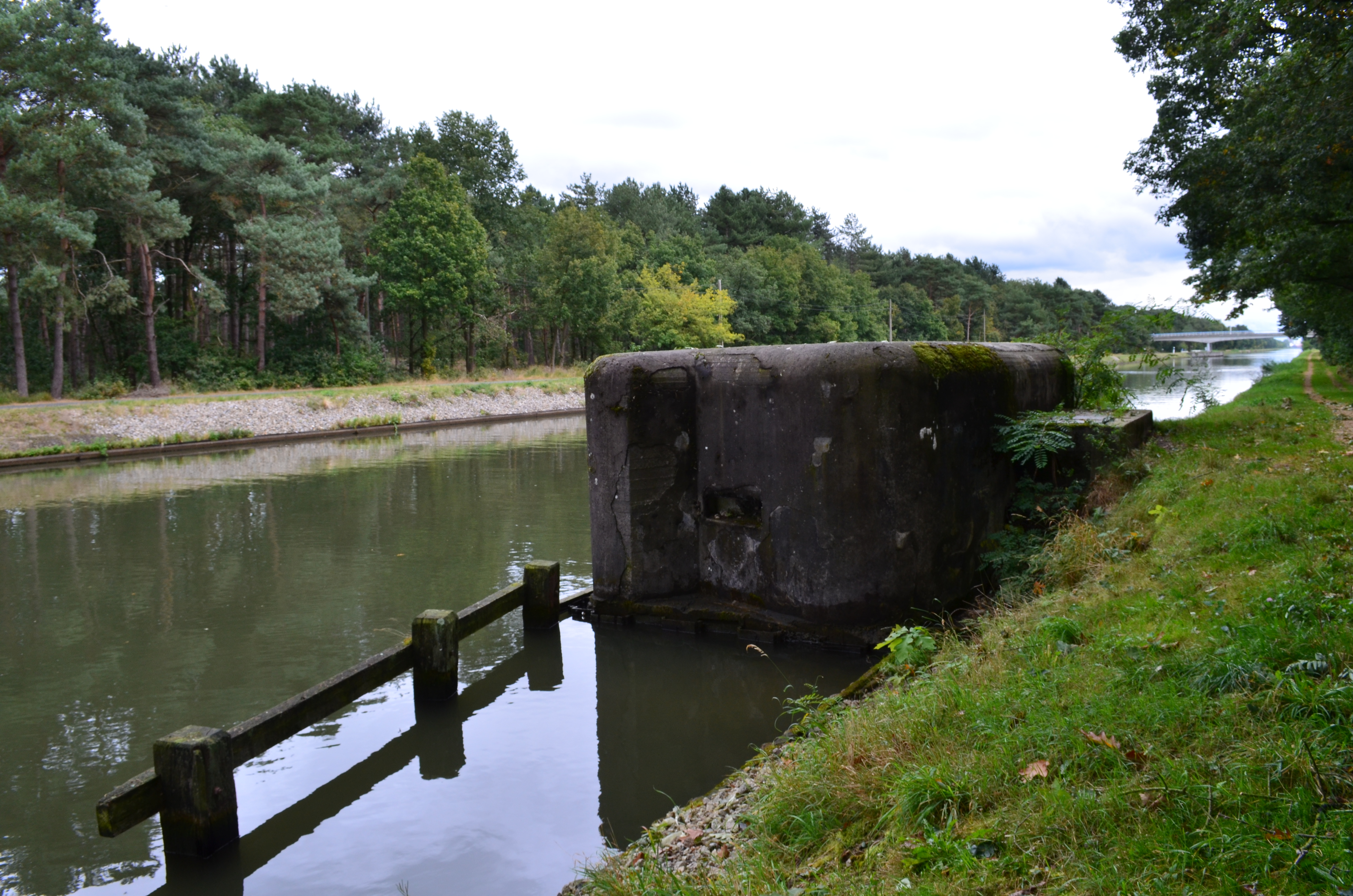
Bunker aan het Kanaal Bocholt-Herentals bij buurtschap de Blauwe Kei te Lommel.
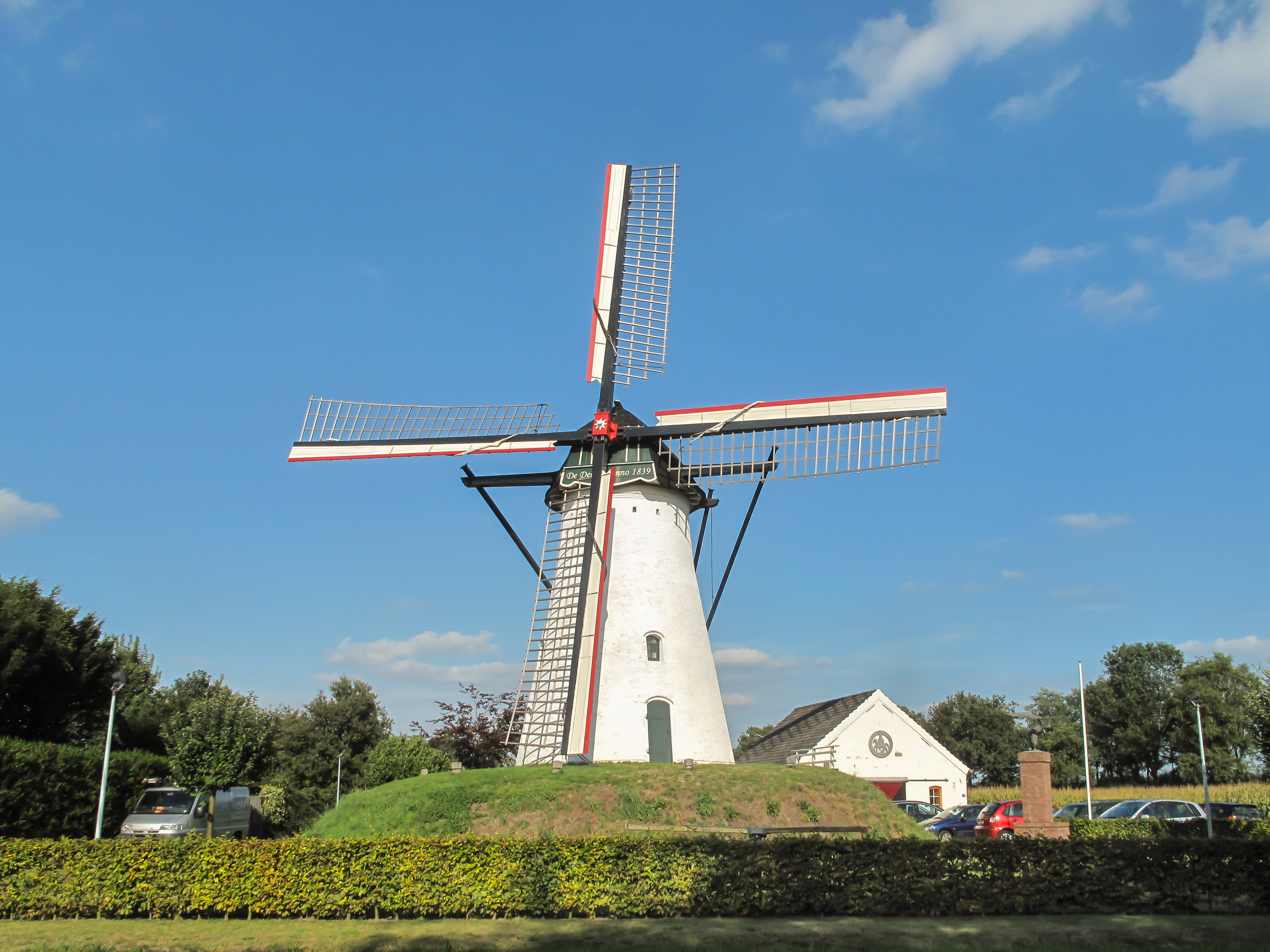
Luyksgestel, windkorenmolen De Deen.
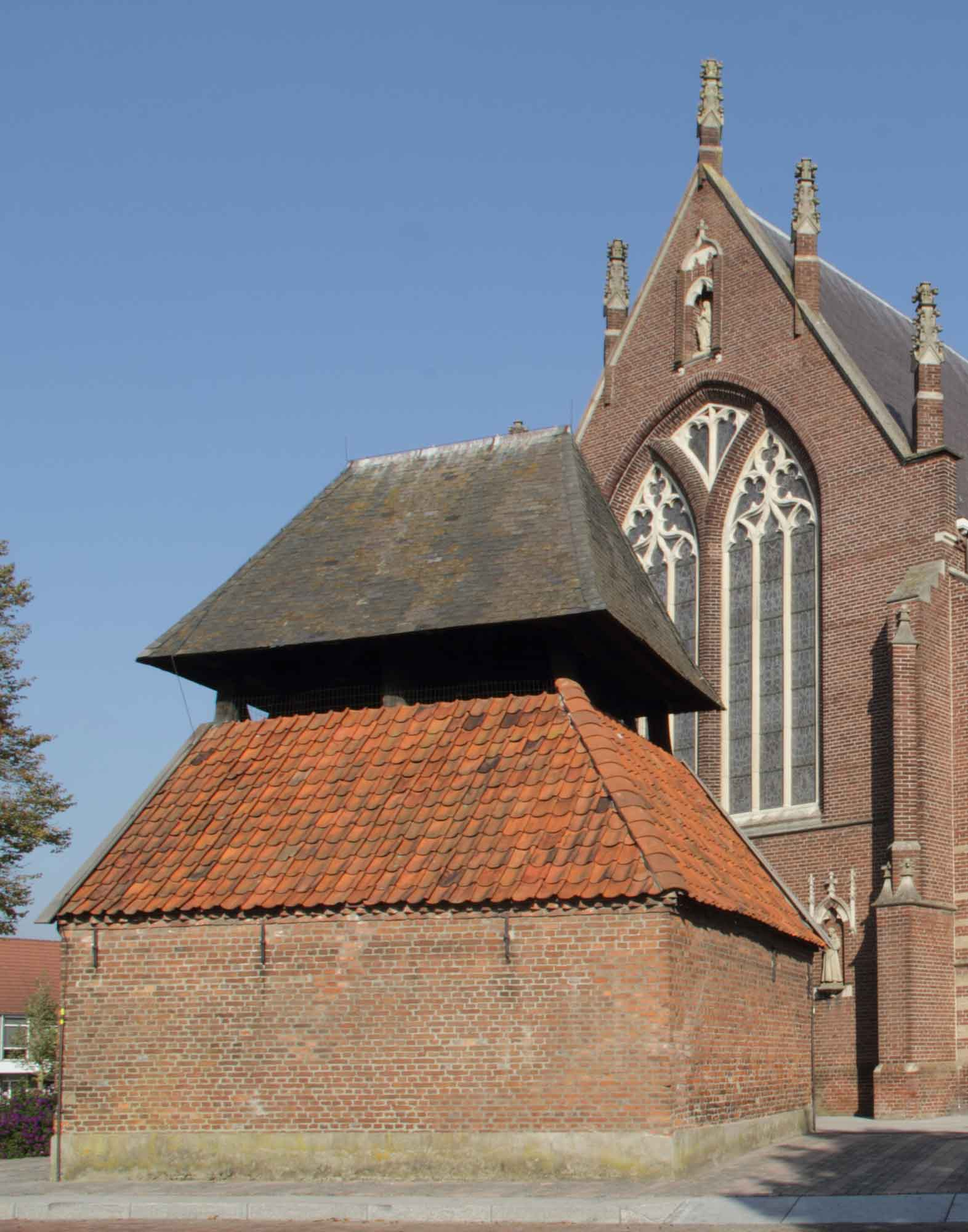
Luihuis, een 17e eeuwse klokkenstoel te Bergeijk.
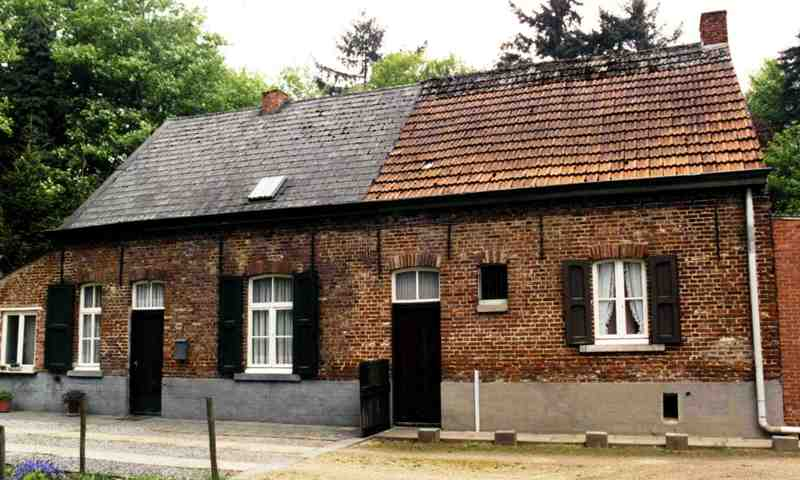
Dorpswoning te Postel.
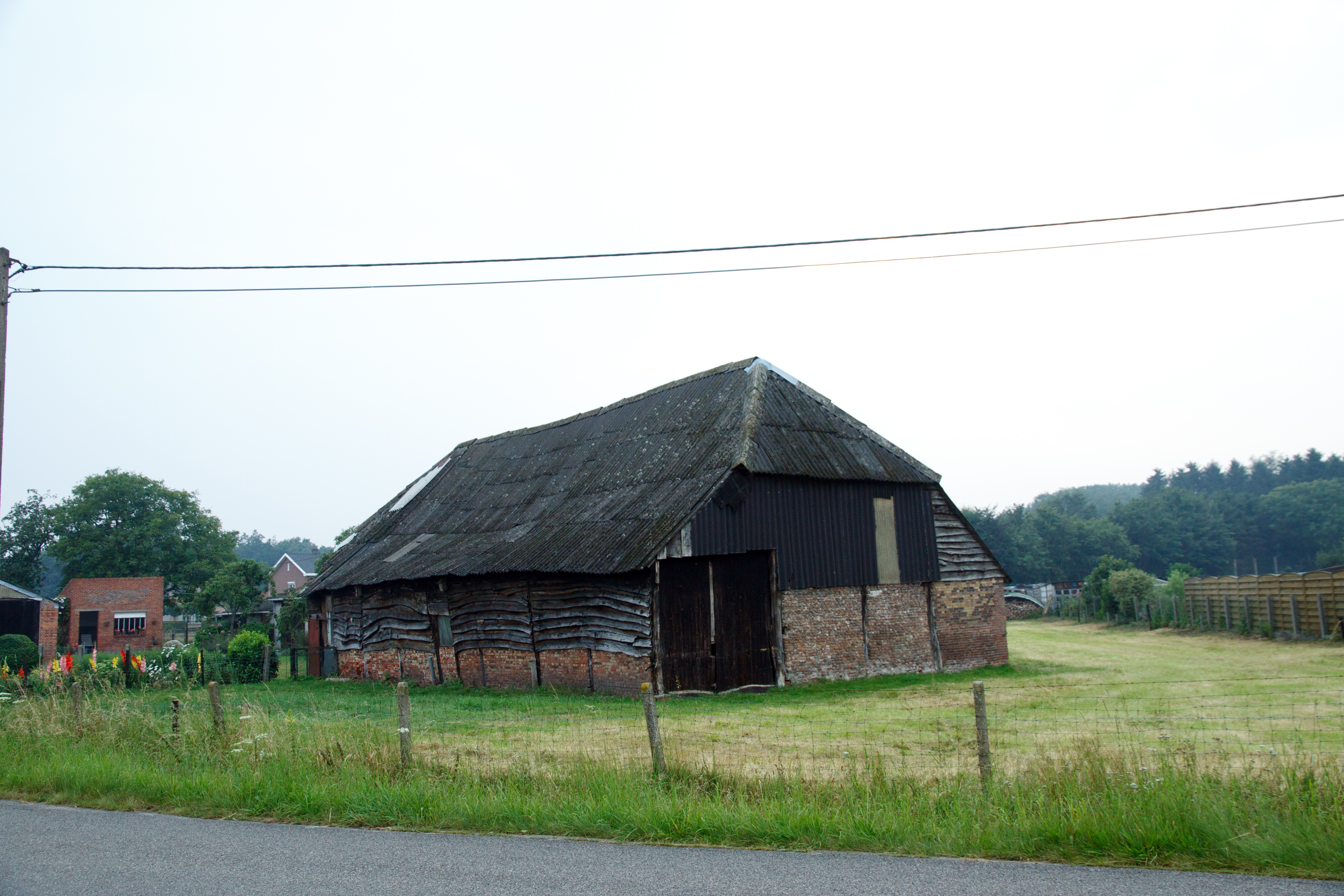
Kempische schuur te Mol (Achterbos).
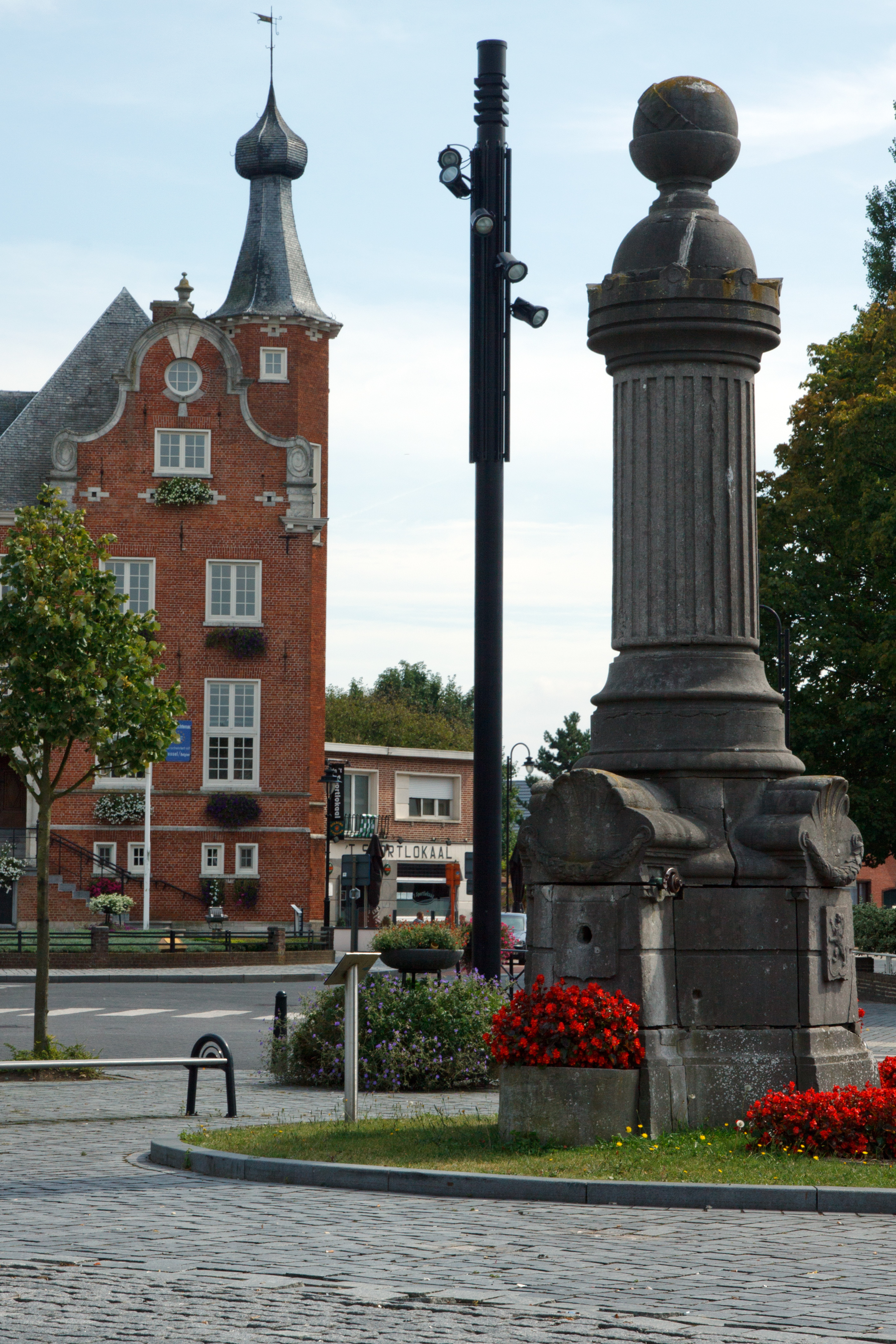
Waterpomp op de markt van Dessel, ontworpen door Pieter Jozef Taeymans.
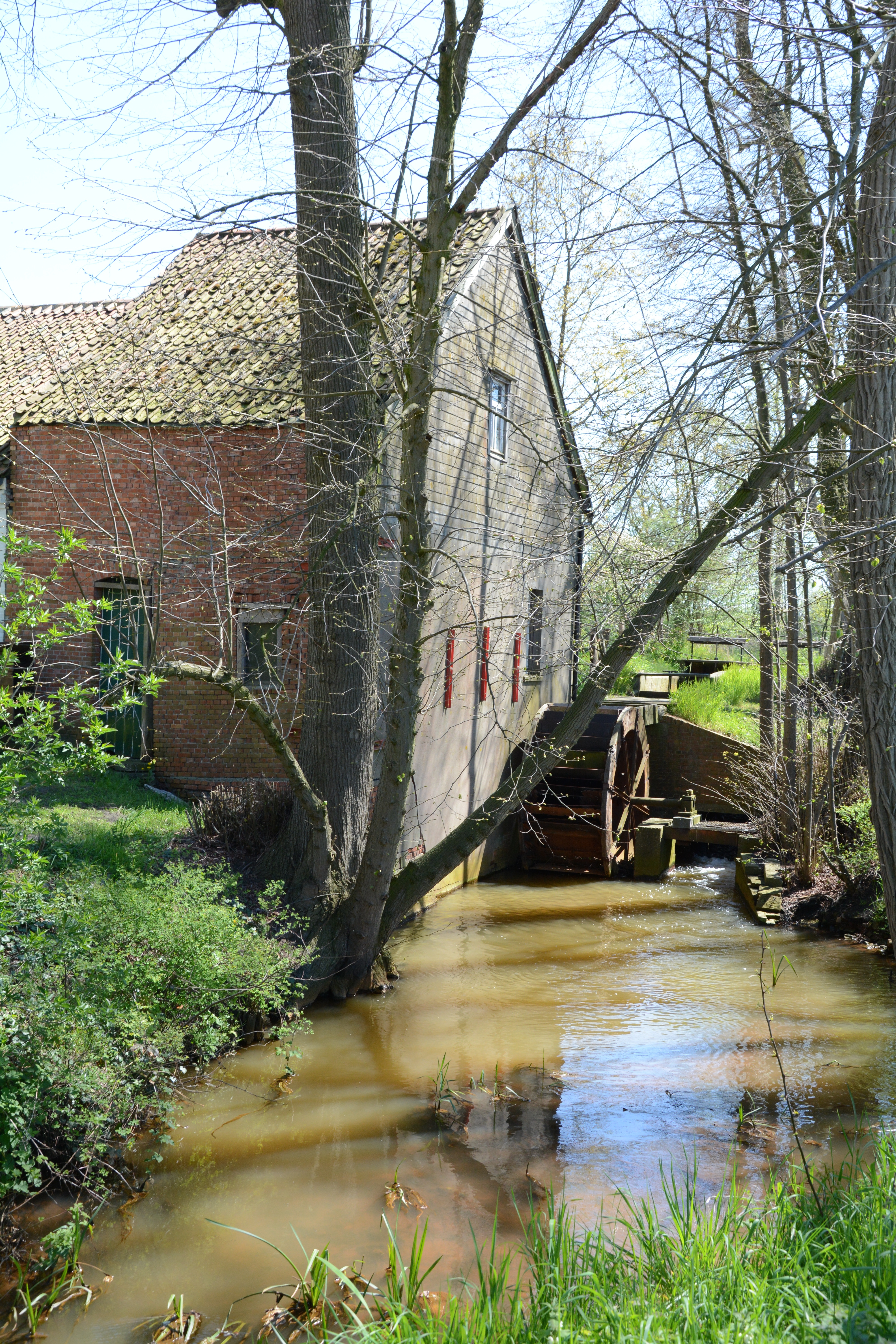
De Topmolen te Balen.
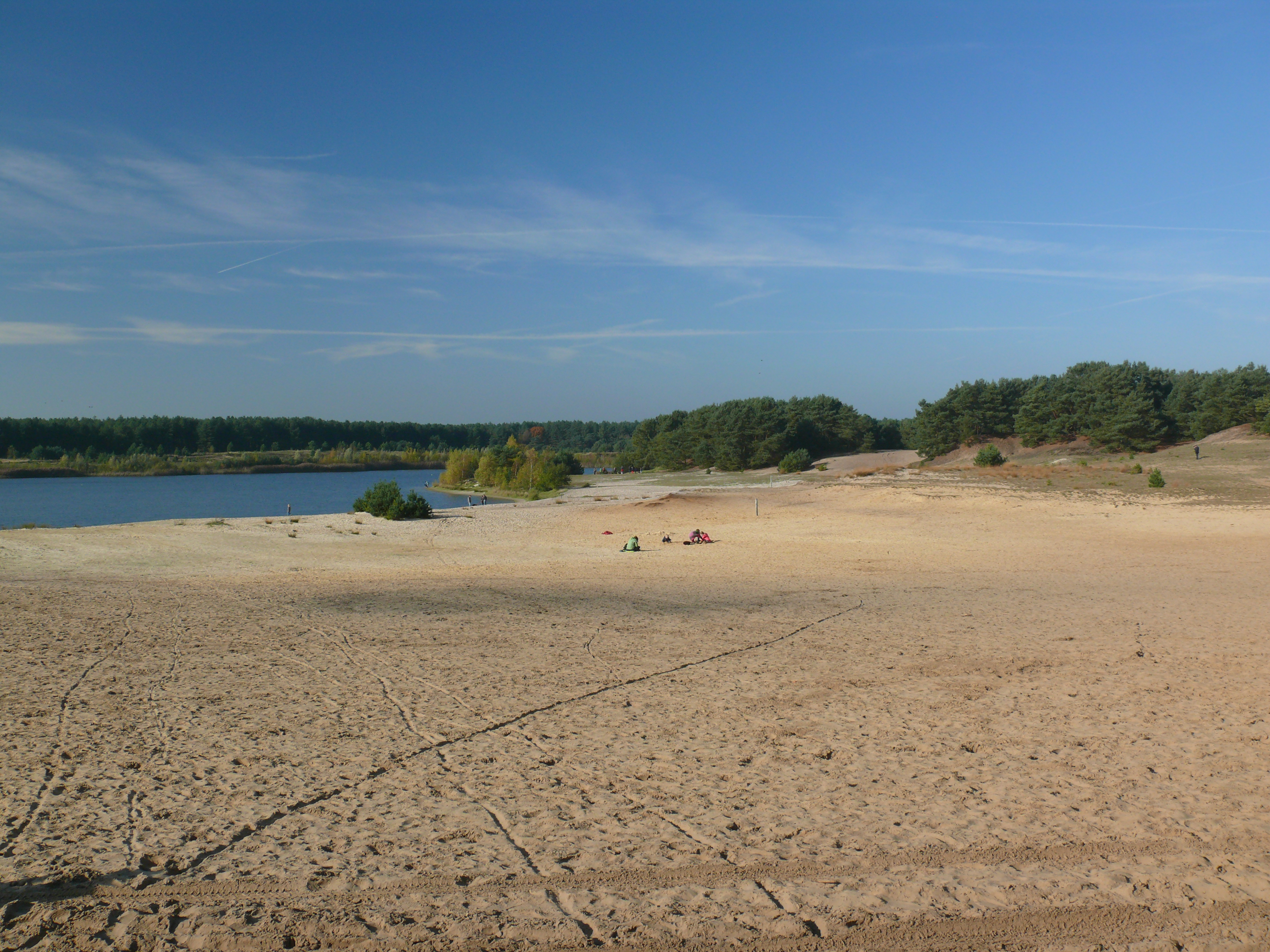
De Lommelse Sahara.
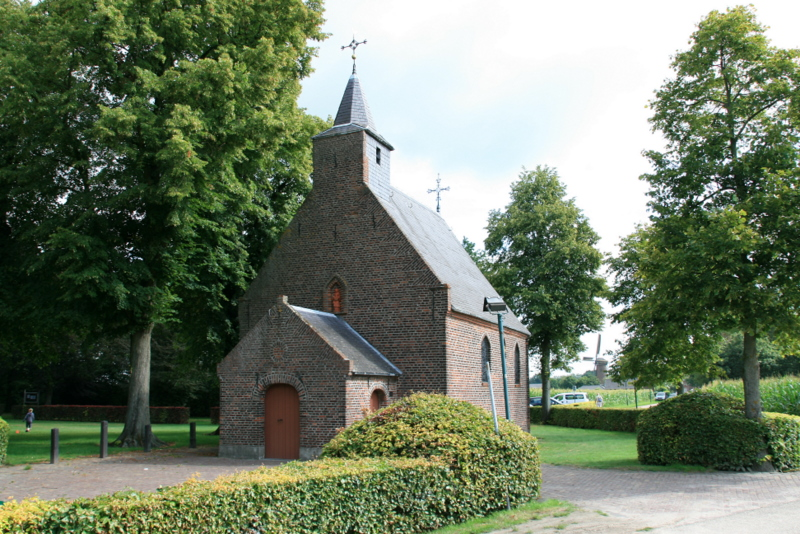
Het Heilig Kruiskapel met op de achtergrond De Grenswachter te Luyksgestel.
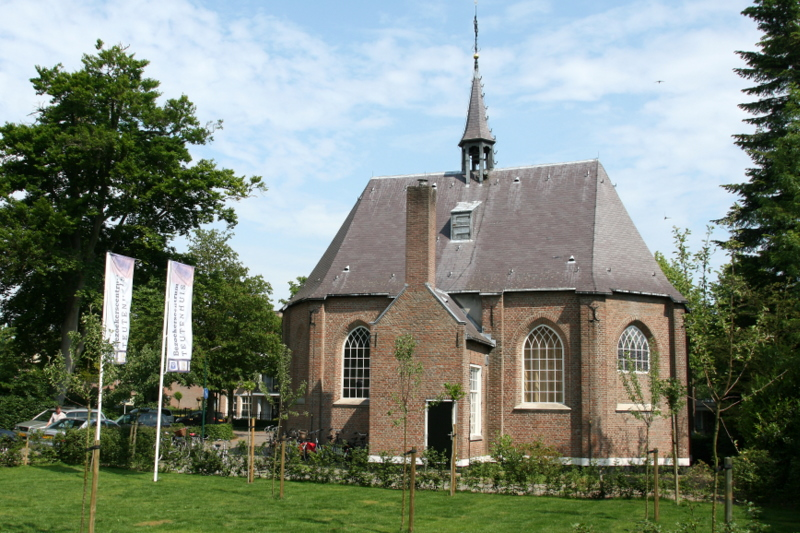
Het Protestantse kerkje van Bergeijk.
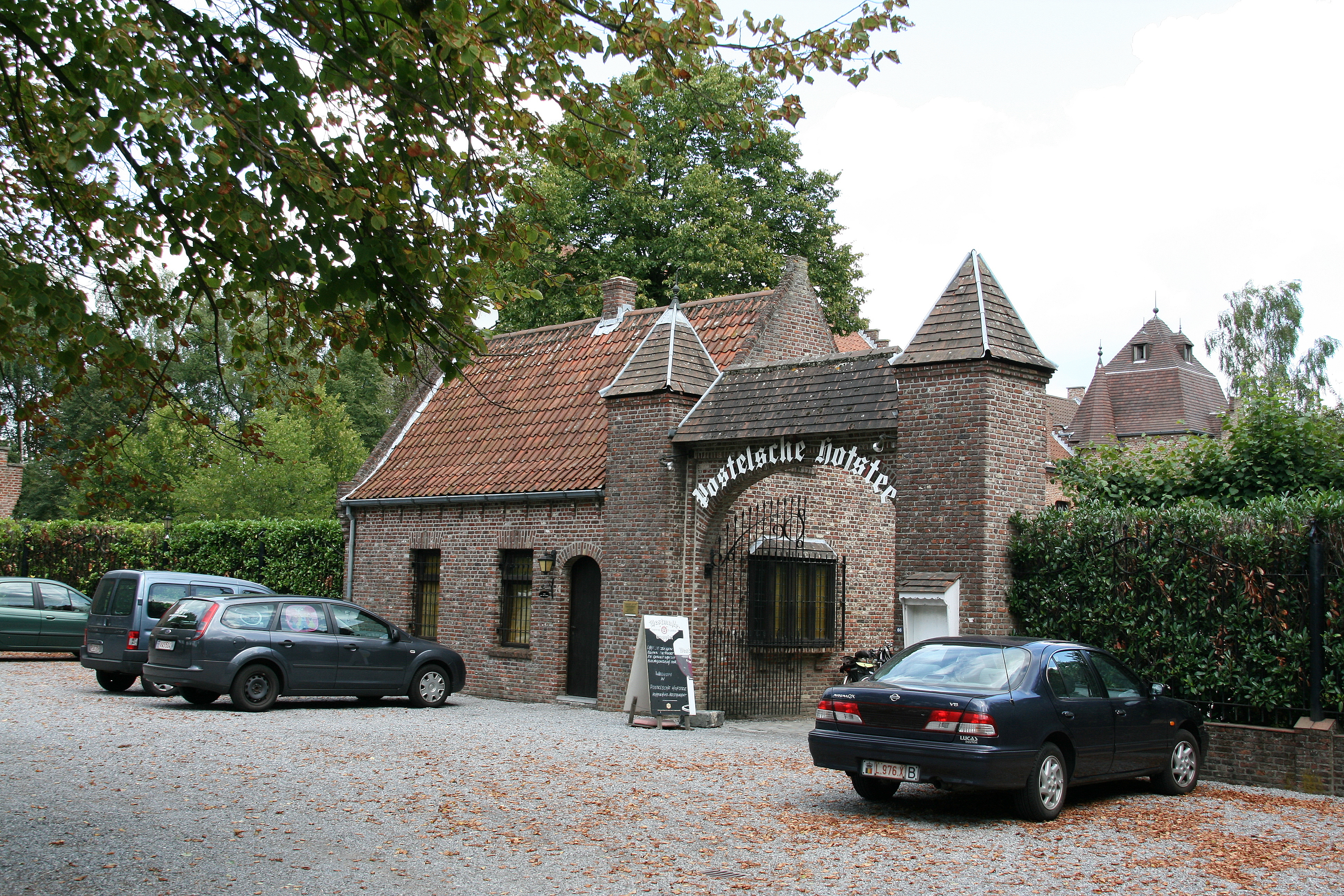
Het voormalige jachthuis van Filips van België, de Postelsche Hofstee.
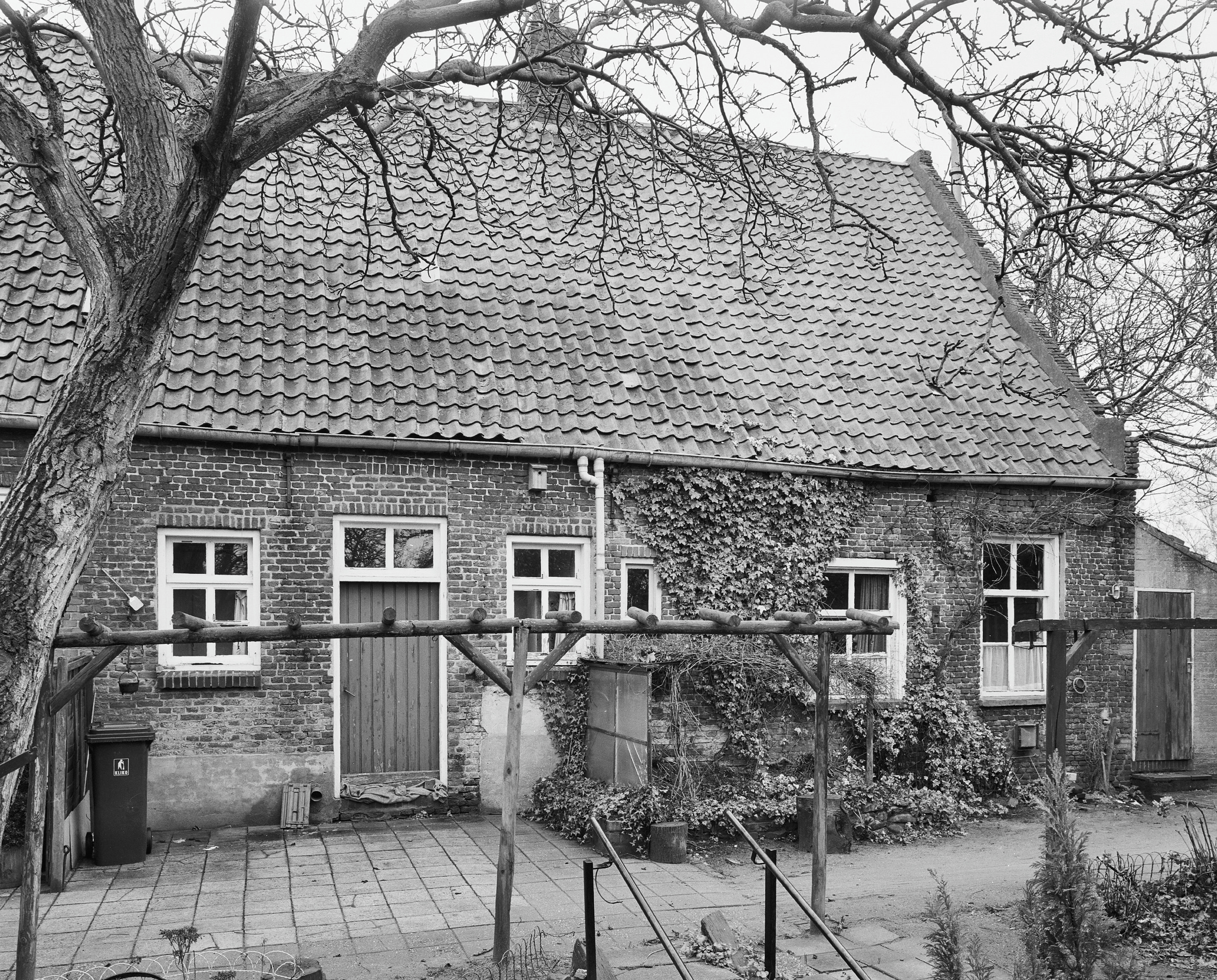
Achterzijde Teutenhuis uit 1722 te Bergeijk.
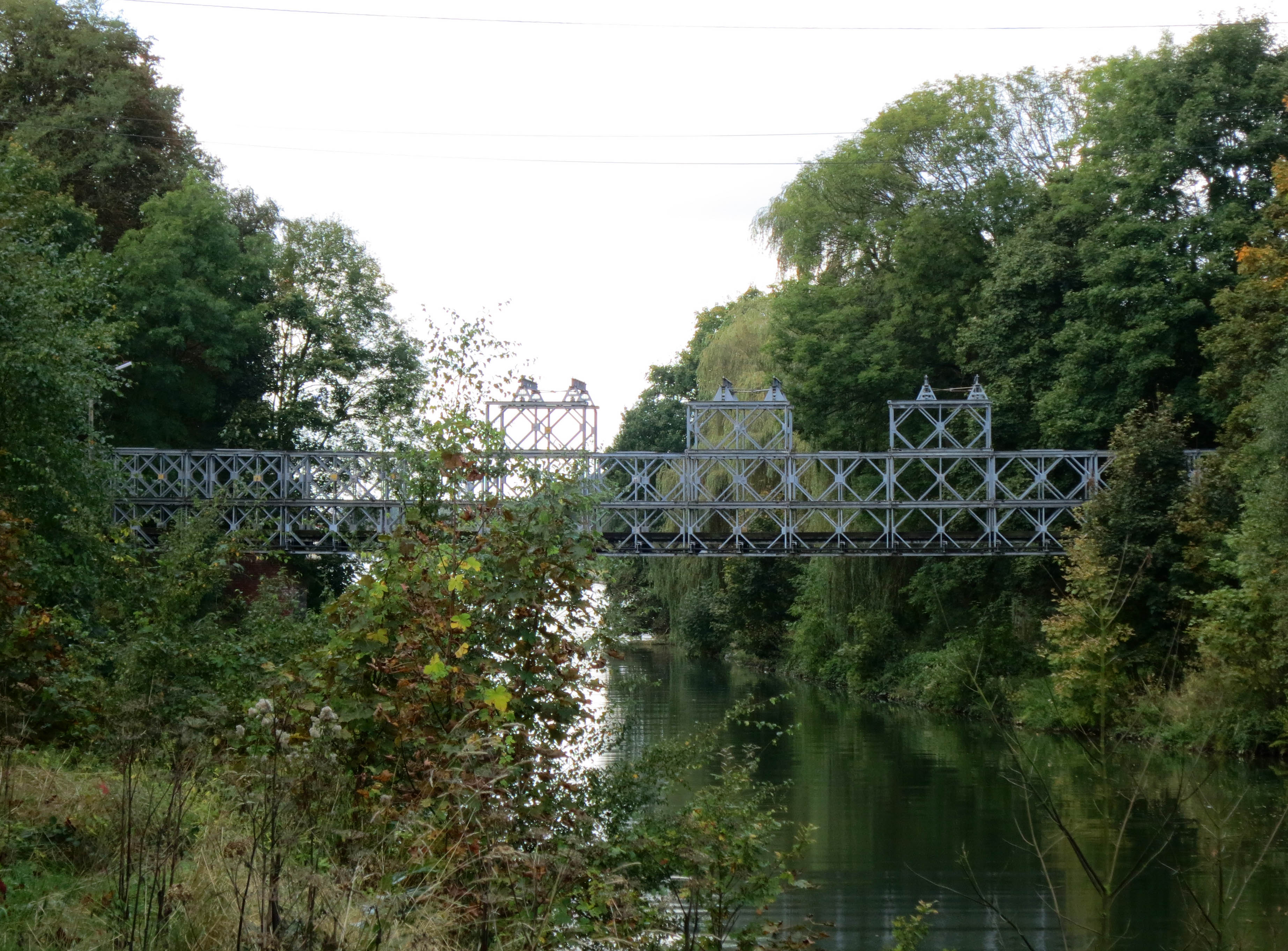
De dubbele baileybrug bij Postel (Mol) over het kanaal Bocholt-Herentals.
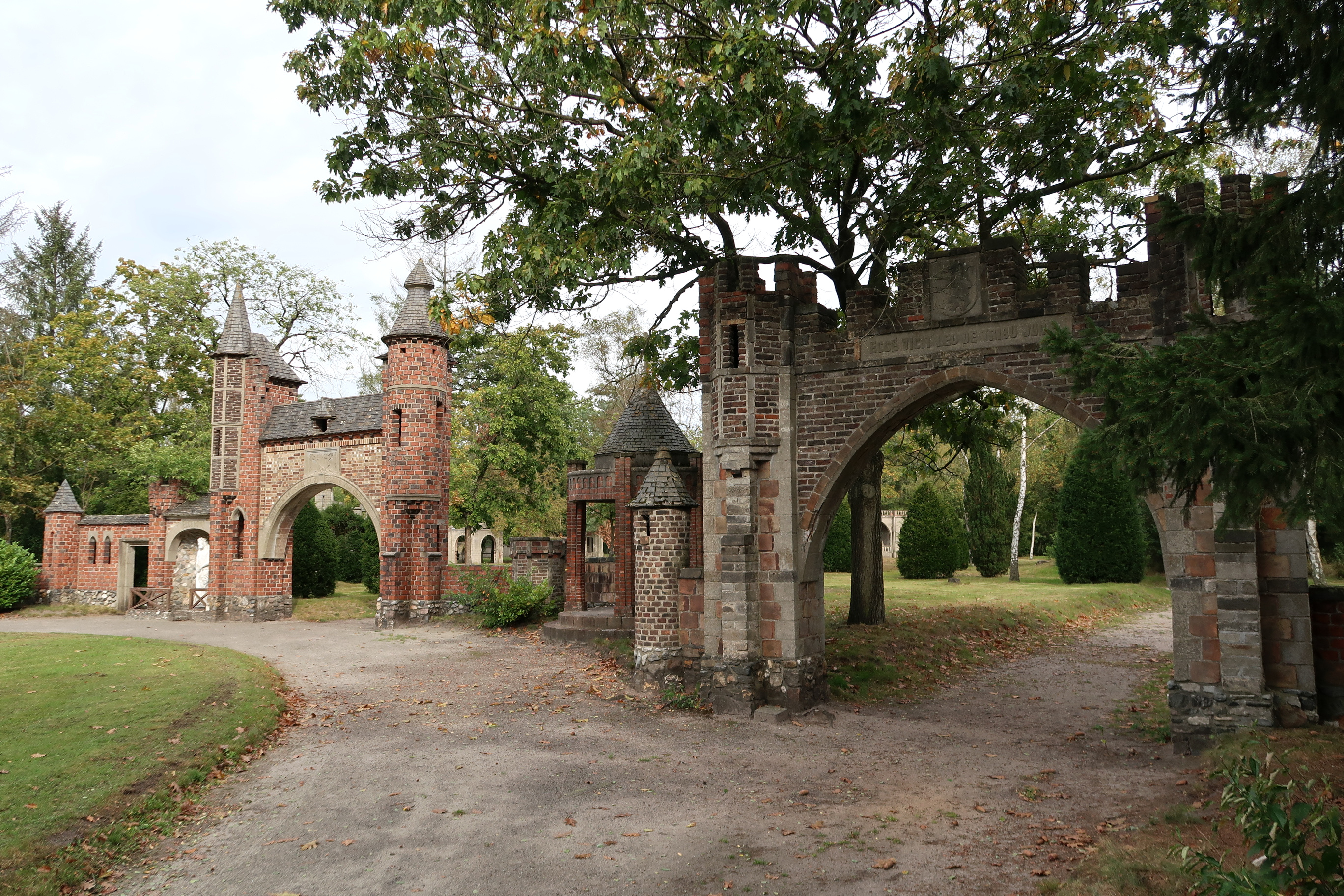
Poort naar kruisweg Mariapark te Lommel-Werkplaatsen.
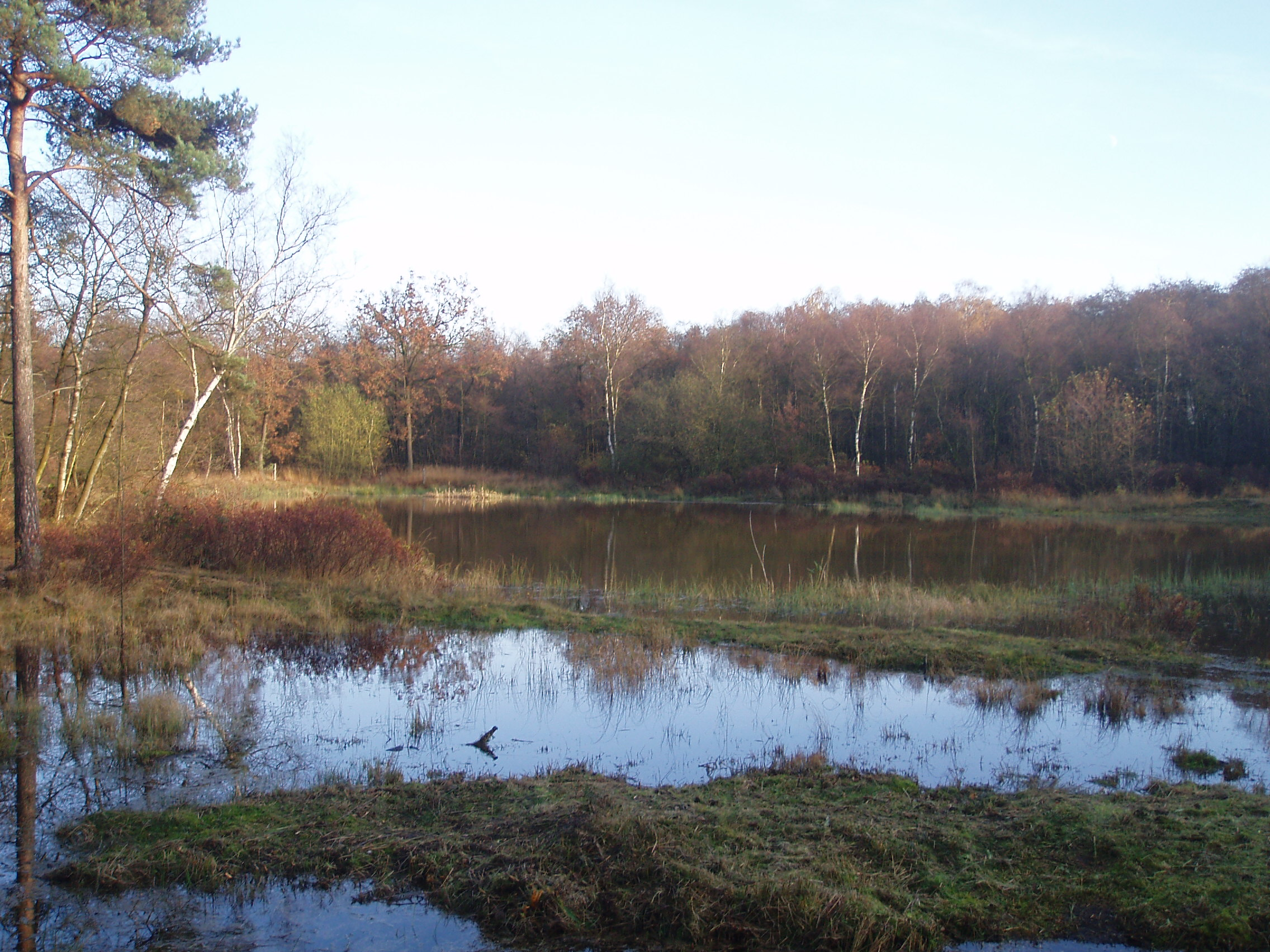
Ven in het gebied Buitengoor te Mol.
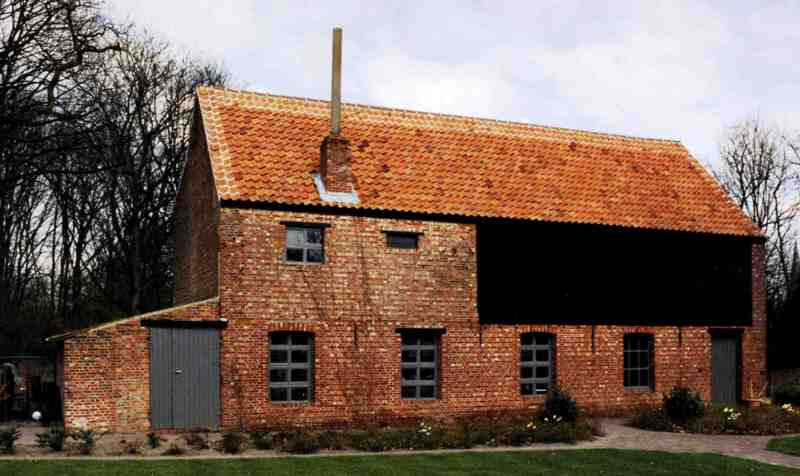
Leerlooierij te Dessel.
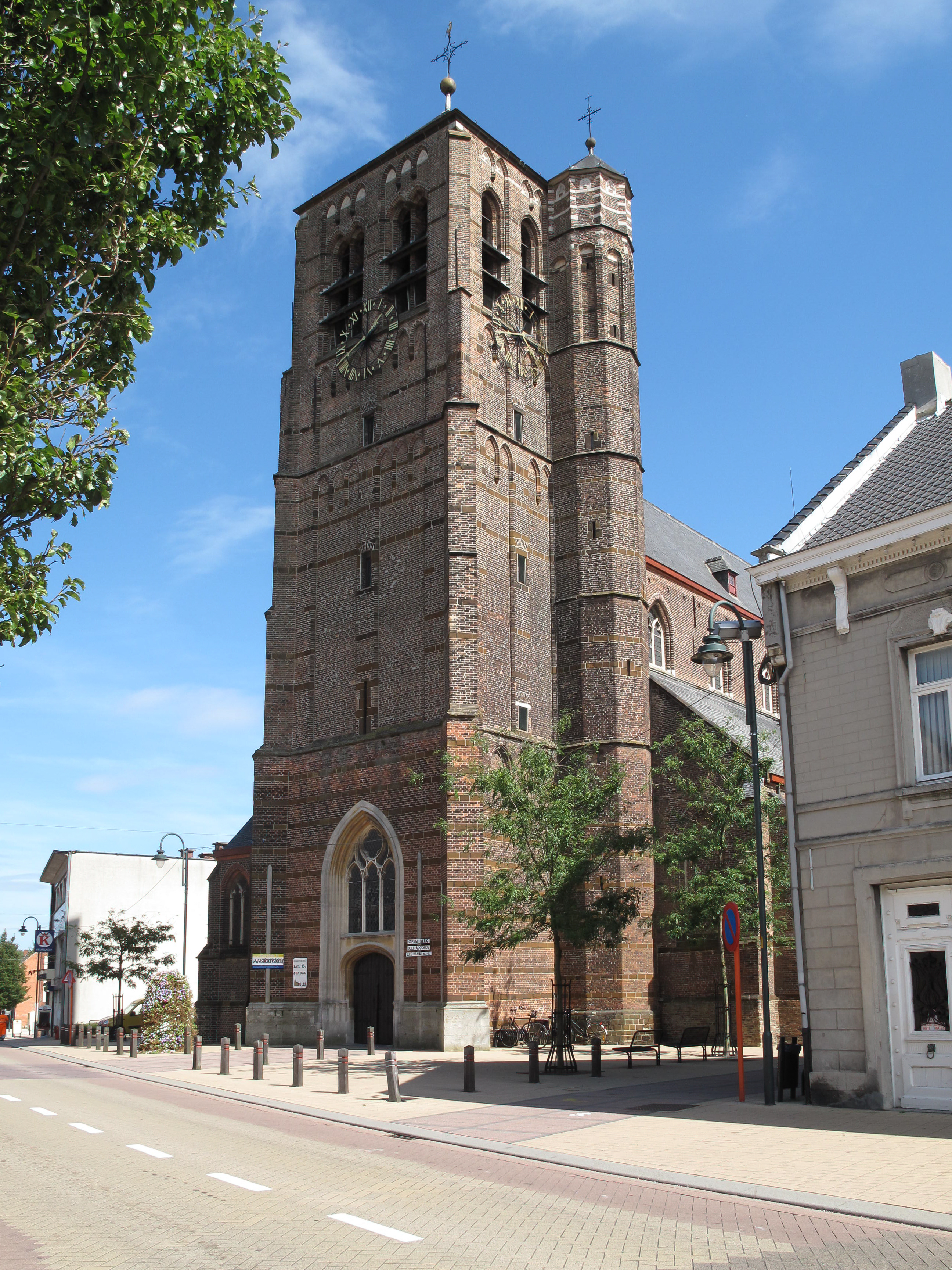
De Sint-Andrieskerk te Balen.
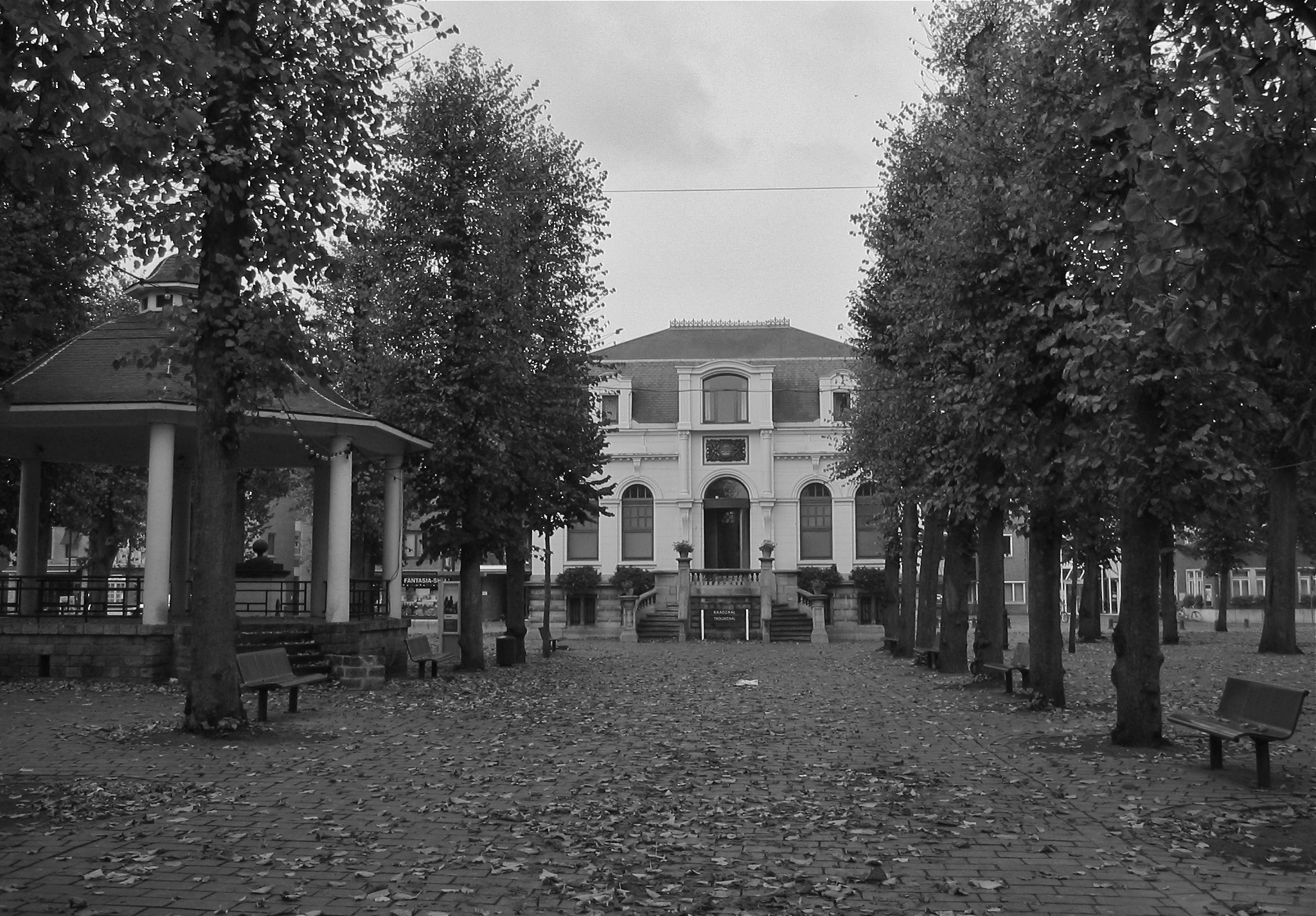
Raadhuis Lommel met kiosk.
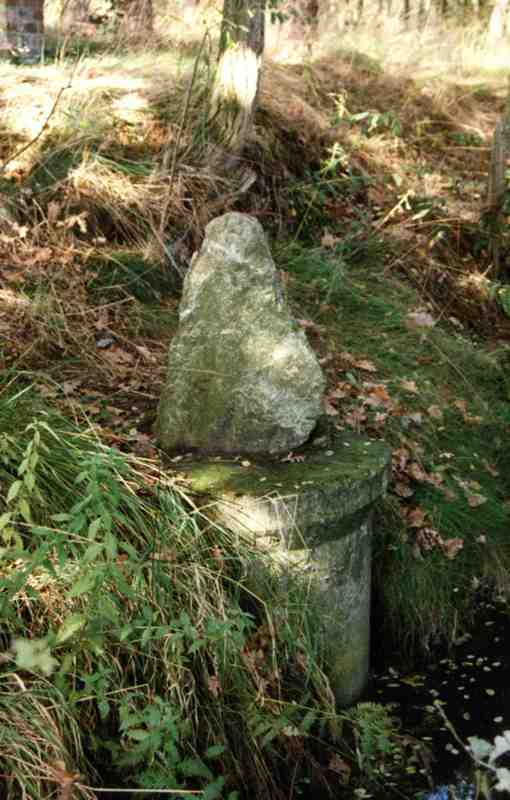
Grenssteen Witte Kei of Bankei op de grens met Mol, Lommel en Balen.
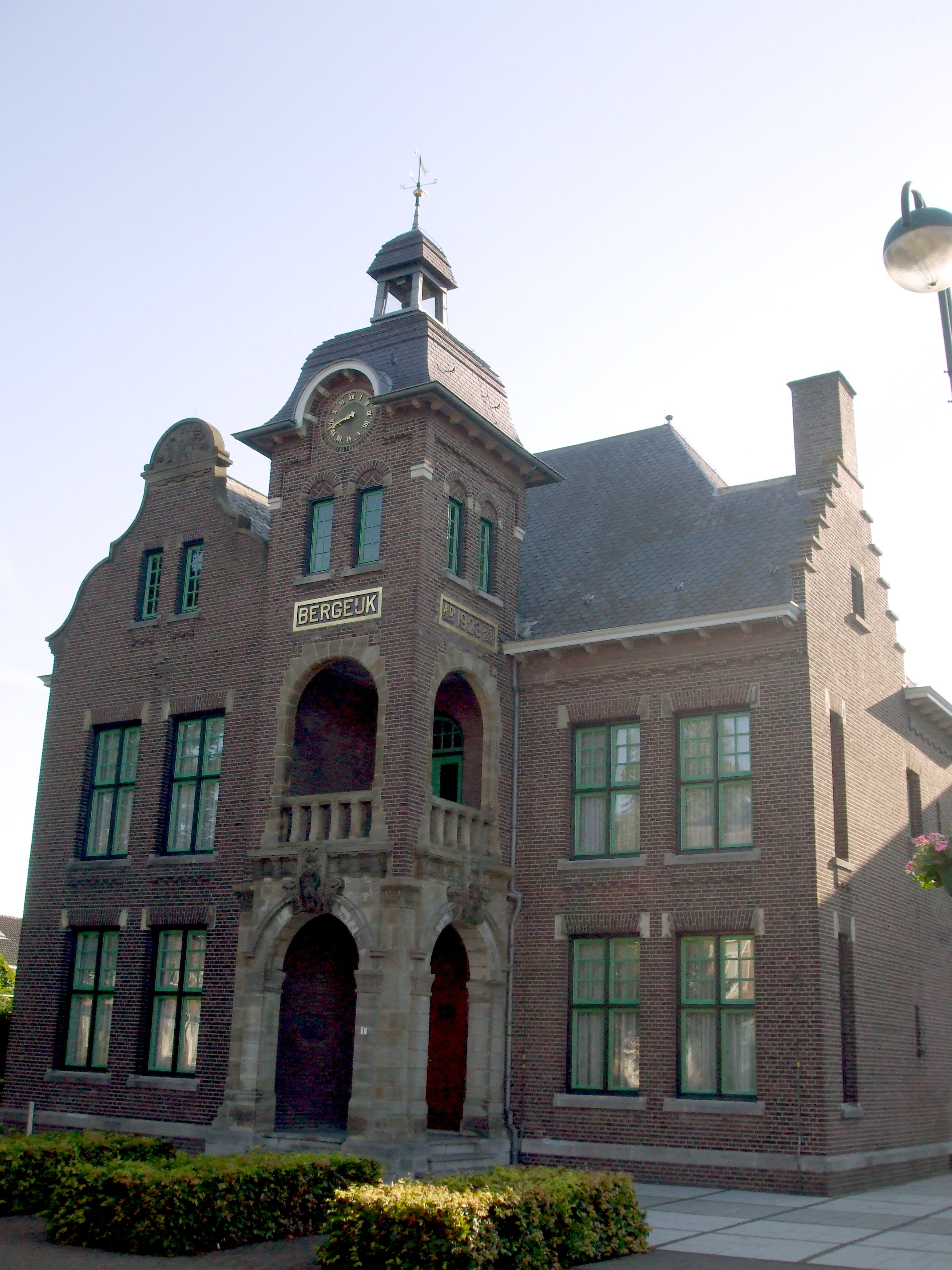
Raadhuis Bergeijk.
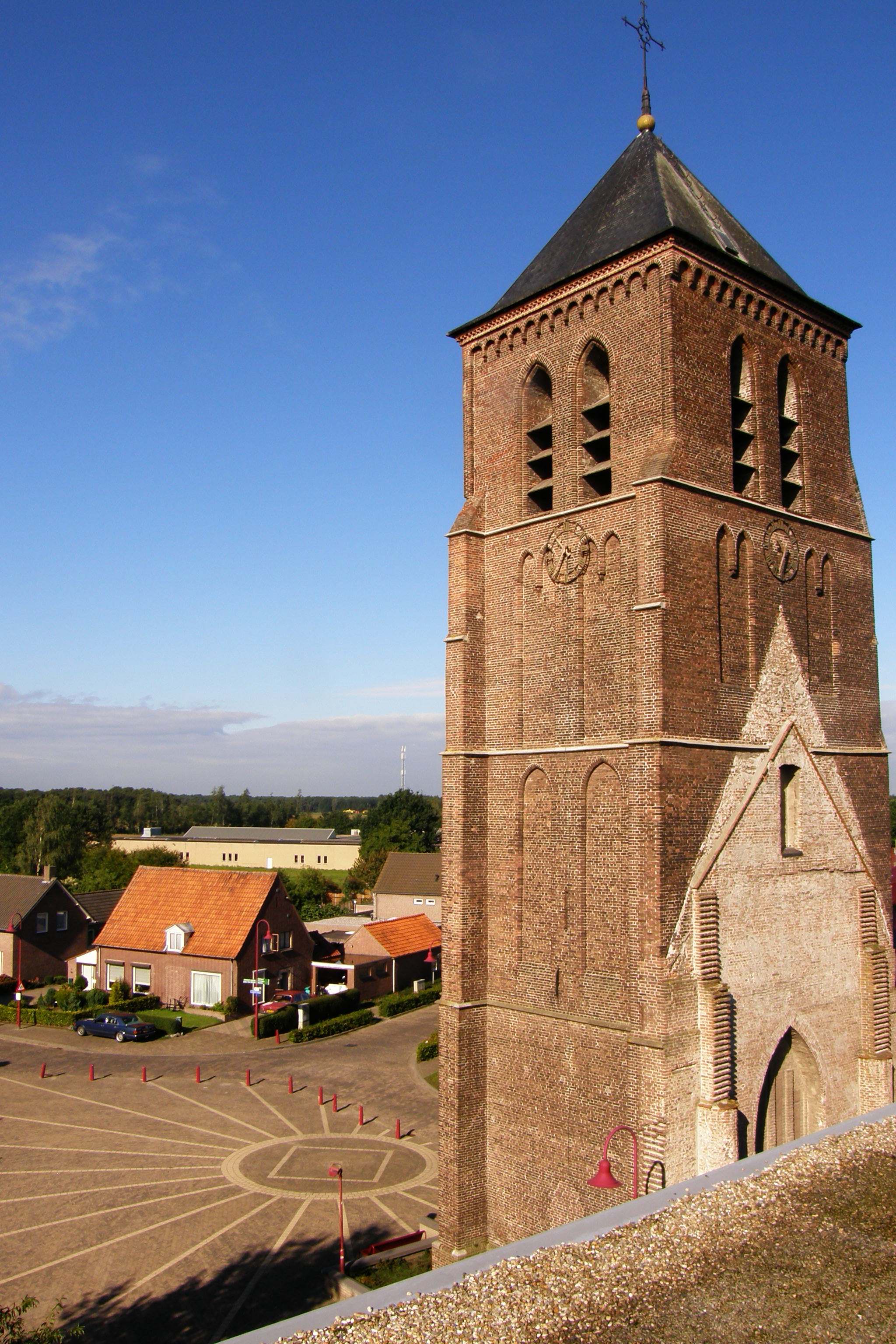
Sint-Martinustoren in Kempense gotiek te Luyksgestel.
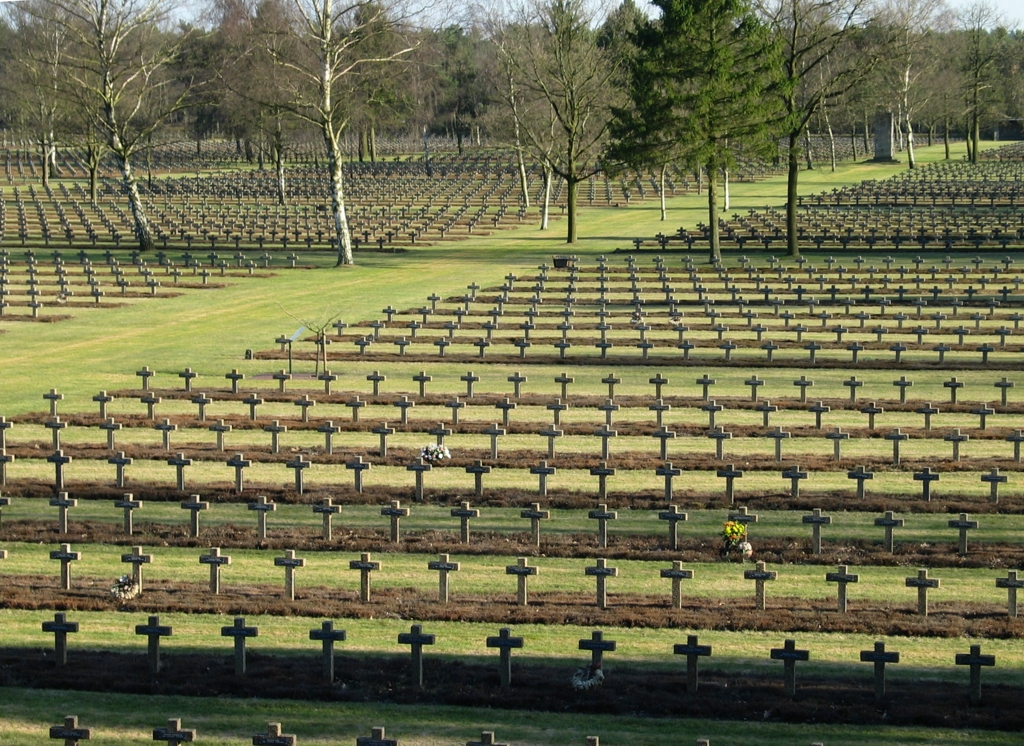
De Duitse militaire begraafplaats in Lommel.
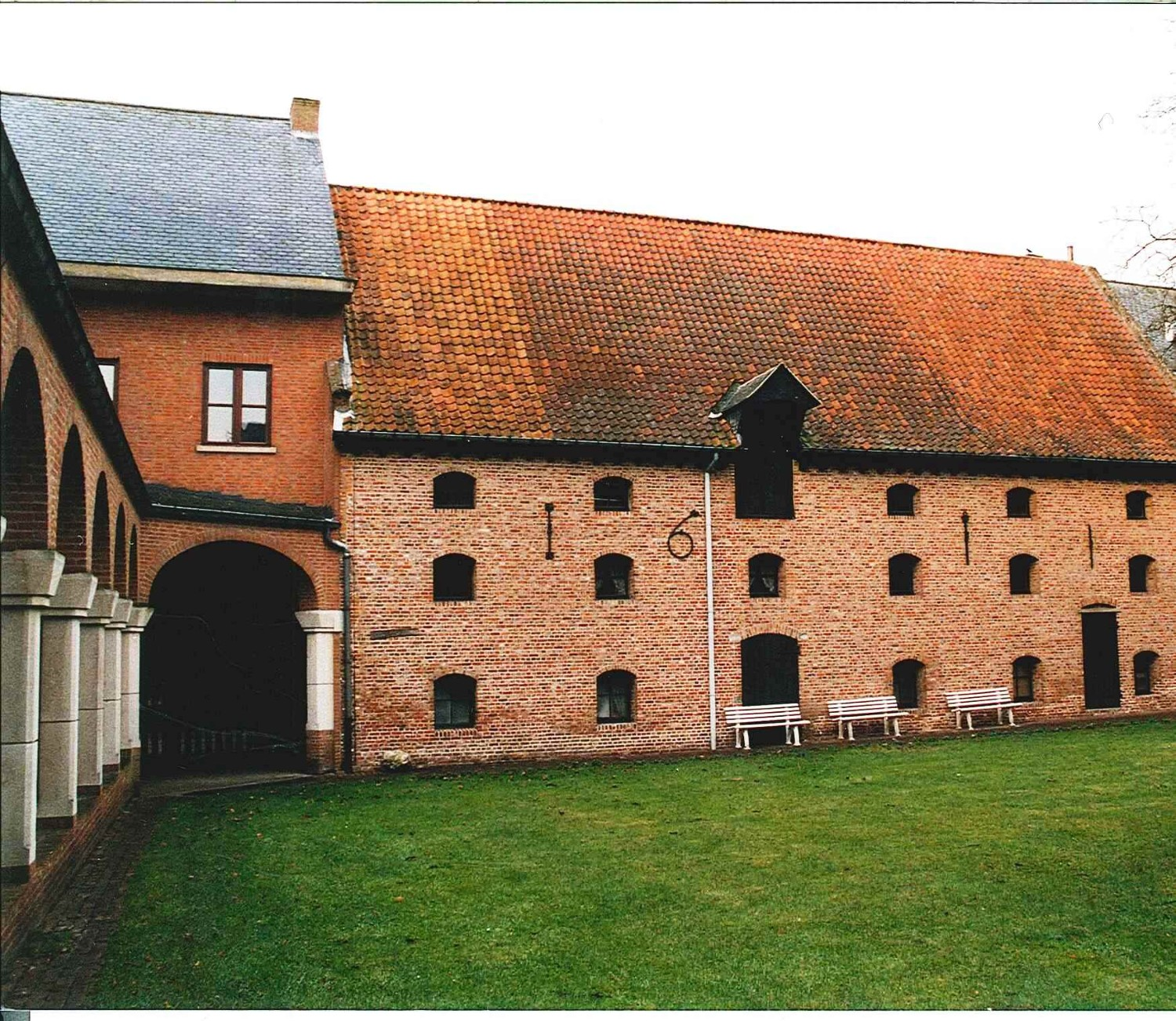
De Postelse brouwerij uit 1611, bekend van het Postels abdijbier.

## Trivia
- Het is opmerkelijk dat naast de Zeven Heerlijkheden ook de Acht Zaligheden worstelt met haar samenstelling. Daar waar de Heerlijkheden gebaseerd zijn op grenzen, hebben de Zaligheden een taalkundige oorsprong en eindigen indirect allen op de uitgang -sel.